# Playoffs NBA 2020
Los Playoffs de la NBA de 2020 son el ciclo de cierre o eliminatorias de la temporada 2019-20 de la NBA. Los playoffs estaban programados para dar comienzo el sábado 18 de abril, pero debido a la suspensión de la temporada regular desde el día 11 de marzo, debido a la pandemia de COVID-19, se retrasó esta fecha. Finalmente, los playoffs dieron comienzo el 17 de agosto, y finalizaron con las Finales de la NBA, el 11 de octubre de 2020. Todos los encuentros se disputarán, por primera vez, en un único pabellón, en el Complejo deportivo ESPN, en Lago Bay, Florida, por lo tanto no habrá ventaja de campo para los equipos con mejor balance en temporada regular.

## Formato
El formato de estos playoffs cambió, incluyendo una eliminatoria extra para determinará las últimas plazas.
Los 30 equipos en el torneo norteamericano se distribuyen dividiéndose en 2 conferencias de 15 equipos cada una. Cada Conferencia está constituida por 3 Divisiones diferentes y, en cada una de ellas, están incluidos 5 equipos. La Conferencia Oeste incluye la División Pacífico, División Noroeste y la División Suroeste; la Conferencia Este está compuesta por la División Atlántico, División Central y División Sureste.
Una vez terminada la temporada regular, la clasificación para los playoffs se produce de la siguiente manera: Clasifican los 6 mejores equipos de cada conferencia. Se ordenan en orden descendente según la cantidad de victorias.
Los clasificados del puesto 7º al 10º de cada conferencia, disputarán la eliminatoria 'Play-In' que otorgará las plazas 7ª y 8ª de cada conferencia.
Una vez que se establecen los puestos definitivos para los playoffs, se realizan unas eliminatorias denominadas: 1.ª ronda, Semifinales y Final de Conferencia y los equipos que ganen sus eliminatorias se van clasificando de la siguiente forma:
|  | 1.ª ronda        | 1.ª ronda |  |  | Semifinales de Conferencia | Semifinales de Conferencia |  |  | Final de Conferencia | Final de Conferencia |
|  | 2-2-1-1-1        | 2-2-1-1-1 |  |  | 2-2-1-1-1                  | 2-2-1-1-1                  |  |  | 2-2-1-1-1            | 2-2-1-1-1            |
|  |                  |           |  |  |                            |                            |  |  |                      |                      |
|  |                  |           |  |  |                            |                            |  |  |                      |                      |
|  |                  |           |  |  |                            |                            |  |  |                      |                      |
|  | 1.er clasificado |           |  |  |                            |                            |  |  |                      |                      |
|  |                  |           |  |  |                            |                            |  |  |                      |                      |
|  | 8.º clasificado  |           |  |  |                            |                            |  |  |                      |                      |
|  |                  |           |  |  |                            |                            |  |  |                      |                      |
|  |                  |           |  |  |                            |                            |  |  |                      |                      |
|  |                  |           |  |  |                            |                            |  |  |                      |                      |
|  | 4.º clasificado  |           |  |  |                            |                            |  |  |                      |                      |
|  |                  |           |  |  |                            |                            |  |  |                      |                      |
|  | 5.º clasificado  |           |  |  |                            |                            |  |  |                      |                      |
|  |                  |           |  |  |                            |                            |  |  |                      |                      |
|  |                  |           |  |  |                            |                            |  |  |                      |                      |
|  |                  |           |  |  |                            |                            |  |  |                      |                      |
|  | 2.º clasificado  |           |  |  |                            |                            |  |  |                      |                      |
|  |                  |           |  |  |                            |                            |  |  |                      |                      |
|  | 7.º clasificado  |           |  |  |                            |                            |  |  |                      |                      |
|  |                  |           |  |  |                            |                            |  |  |                      |                      |
|  |                  |           |  |  |                            |                            |  |  |                      |                      |
|  |                  |           |  |  |                            |                            |  |  |                      |                      |
|  | 3.er clasificado |           |  |  |                            |                            |  |  |                      |                      |
|  |                  |           |  |  |                            |                            |  |  |                      |                      |
|  | 6.º clasificado  |           |  |  |                            |                            |  |  |                      |                      |
|  |                  |           |  |  |                            |                            |  |  |                      |                      |

Las eliminatorias o series se juegan en un formato al mejor de 7 partidos, en el que se tiene que ganar 4 partidos para clasificarse para la siguiente ronda. El equipo que posea la ventaja de campo en cada eliminatoria disputará los partidos 1, 2, 5 y 7 como local, mientras que el resto de partidos se jugará en el pabellón del equipo contrario (Formato: 2-2-1-1-1). Se establece como equipo con ventaja de campo al que haya tenido mejor balance en liga entre los 2 contendientes de una eliminatoria. En el momento en que un equipo gana 4 partidos, se clasifica para la siguiente ronda de eliminatoria, sin jugar obligatoriamente los 7 partidos programados.

## Clasificación[2]
El 23 de febrero de 2020, Milwaukee Bucks fue el primer equipo en clasificarse para playoff. Luego le siguieron Raptors, Lakers y Celtics.
Más tarde, el 4 de junio, con la definición de la nueva competición en Orlando, reduciendo el número de participantes a tan solo 22 equipos, varios equipos quedarían automáticamente clasificados para playoffs.
El primer equipo en clasificarse en la "burbuja de Orlando" fue Dallas Mavericks.
|  | Denota que el equipo se clasificó antes de la suspensión de la competición, el 11 de marzo                        |
|  | Denota que el equipo quedó automáticamente clasificado al reducirse la temporada a 22 equipos, el 4 de junio      |
|  | Denota que el equipo se clasificó durante los partidos celebrados en la "burbuja de Orlando" desde el 31 de julio |

### Conferencia Este
| Puesto | Equipo             | Récord | Logros                      | Logros             | Logros                         | Logros                 |
| Puesto | Equipo             | Récord | Clasificación para Playoffs | Título de División | Mejor récord de la Conferencia | Mejor récord de la NBA |
| ------ | ------------------ | ------ | --------------------------- | ------------------ | ------------------------------ | ---------------------- |
| 1      | Milwaukee Bucks    | 56-17  | 23 de febrero               | 4 de junio         | 6 de agosto                    | 6 de agosto            |
| 2      | Toronto Raptors    | 53-19  | 5 de marzo                  | 9 de agosto        | —                              | —                      |
| 3      | Boston Celtics     | 48-24  | 10 de marzo                 | —                  | —                              | —                      |
| 4      | Indiana Pacers     | 45-28  | 4 de junio                  | —                  | —                              | —                      |
| 5      | Miami Heat         | 44-29  | 4 de junio                  | 4 de junio         | —                              | —                      |
| 6      | Philadelphia 76ers | 43-30  | 4 de junio                  | —                  | —                              | —                      |
| 7      | Brooklyn Nets      | 35-37  | 7 de agosto                 | —                  | —                              | —                      |
| 8      | Orlando Magic      | 33-40  | 7 de agosto                 | —                  | —                              | —                      |

### Conferencia Oeste
| Puesto | Equipo                 | Récord | Logros                      | Logros             | Logros                         | Logros                 |
| Puesto | Equipo                 | Récord | Clasificación para Playoffs | Título de División | Mejor récord de la Conferencia | Mejor récord de la NBA |
| ------ | ---------------------- | ------ | --------------------------- | ------------------ | ------------------------------ | ---------------------- |
| 1      | Los Angeles Lakers     | 52-19  | 6 de marzo                  | 3 de agosto        | 3 de agosto                    | —                      |
| 2      | Los Angeles Clippers   | 49-23  | 4 de junio                  | —                  | —                              | —                      |
| 3      | Denver Nuggets         | 46-27  | 4 de junio                  | 10 de agosto       | —                              | —                      |
| 4      | Houston Rockets        | 44-28  | 4 de junio                  | 9 de agosto        | —                              | —                      |
| 5      | Oklahoma City Thunder  | 44-28  | 4 de junio                  | —                  | —                              | —                      |
| 6      | Utah Jazz              | 44-28  | 4 de junio                  | —                  | —                              | —                      |
| 7      | Dallas Mavericks       | 43-32  | 2 de agosto                 | —                  | —                              | —                      |
| 8      | Portland Trail Blazers | 35-39  | 15 de agosto                | —                  | —                              | —                      |

Notas
1. ↑  El equipo se clasificó mediante eliminatoria Play-In.

## Cuadro de enfrentamientos
|  | Primera ronda     | Primera ronda          | Primera ronda   |   |                 | Semifinales de Conferencia | Semifinales de Conferencia | Semifinales de Conferencia |  |    | Finales de Conferencia | Finales de Conferencia | Finales de Conferencia |  |    | Finales de la NBA | Finales de la NBA | Finales de la NBA |
|  |                   |                        |                 |   |                 |                            |                            |                            |  |    |                        |                        |                        |  |    |                   |                   |                   |
|  | E1                | Milwaukee Bucks        | 4               |   |                 |                            |                            |                            |  |    |                        |                        |                        |  |    |                   |                   |                   |
|  | E8                | Orlando Magic          | 1               |   |                 |                            |                            |                            |  |    |                        |                        |                        |  |    |                   |                   |                   |
|  | E8                | Orlando Magic          | 1               |   | E1              | Milwaukee Bucks            | 1                          |                            |  |    |                        |                        |                        |  |    |                   |                   |                   |
|  |                   |                        |                 |   | E1              | Milwaukee Bucks            | 1                          |                            |  |    |                        |                        |                        |  |    |                   |                   |                   |
|  |                   | E5                     | Miami Heat      | 4 |                 |                            |                            |                            |  |    |                        |                        |                        |  |    |                   |                   |                   |
|  | E4                | E5                     | Miami Heat      | 4 | Indiana Pacers  | 0                          |                            |                            |  |    |                        |                        |                        |  |    |                   |                   |                   |
|  | E4                |                        |                 |   | Indiana Pacers  | 0                          |                            |                            |  |    |                        |                        |                        |  |    |                   |                   |                   |
|  | E5                | Miami Heat             | 4               |   |                 |                            |                            |                            |  |    |                        |                        |                        |  |    |                   |                   |                   |
|  | E5                | Miami Heat             | 4               |   |                 |                            |                            |                            |  | E5 | Miami Heat             | 4                      |                        |  |    |                   |                   |                   |
|  | Conferencia Este  |                        |                 |   |                 |                            |                            |                            |  | E5 | Miami Heat             | 4                      |                        |  |    |                   |                   |                   |
|  |                   | E3                     | Boston Celtics  | 2 |                 |                            |                            |                            |  |    |                        |                        |                        |  |    |                   |                   |                   |
|  | E3                | E3                     | Boston Celtics  | 2 | Boston Celtics  | 4                          |                            |                            |  |    |                        |                        |                        |  |    |                   |                   |                   |
|  | E3                |                        |                 |   | Boston Celtics  | 4                          |                            |                            |  |    |                        |                        |                        |  |    |                   |                   |                   |
|  | E6                | Philadelphia 76ers     | 0               |   |                 |                            |                            |                            |  |    |                        |                        |                        |  |    |                   |                   |                   |
|  | E6                | Philadelphia 76ers     | 0               |   | E3              | Boston Celtics             | 4                          |                            |  |    |                        |                        |                        |  |    |                   |                   |                   |
|  |                   |                        |                 |   | E3              | Boston Celtics             | 4                          |                            |  |    |                        |                        |                        |  |    |                   |                   |                   |
|  |                   | E2                     | Toronto Raptors | 3 |                 |                            |                            |                            |  |    |                        |                        |                        |  |    |                   |                   |                   |
|  | E2                | E2                     | Toronto Raptors | 3 | Toronto Raptors | 4                          |                            |                            |  |    |                        |                        |                        |  |    |                   |                   |                   |
|  | E2                |                        |                 |   | Toronto Raptors | 4                          |                            |                            |  |    |                        |                        |                        |  |    |                   |                   |                   |
|  | E7                | Brooklyn Nets          | 0               |   |                 |                            |                            |                            |  |    |                        |                        |                        |  |    |                   |                   |                   |
|  | E7                | Brooklyn Nets          | 0               |   |                 |                            |                            |                            |  |    |                        |                        |                        |  | E5 | Miami Heat        | 2                 |                   |
|  |                   |                        |                 |   |                 |                            |                            |                            |  |    |                        |                        |                        |  | E5 | Miami Heat        | 2                 |                   |
|  |                   | O1                     | L.A. Lakers     | 4 |                 |                            |                            |                            |  |    |                        |                        |                        |  |    |                   |                   |                   |
|  | O1                | O1                     | L.A. Lakers     | 4 | L.A. Lakers     | 4                          |                            |                            |  |    |                        |                        |                        |  |    |                   |                   |                   |
|  | O1                |                        |                 |   | L.A. Lakers     | 4                          |                            |                            |  |    |                        |                        |                        |  |    |                   |                   |                   |
|  | O8                | Portland Trail Blazers | 1               |   |                 |                            |                            |                            |  |    |                        |                        |                        |  |    |                   |                   |                   |
|  | O8                | Portland Trail Blazers | 1               |   | O1              | L.A. Lakers                | 4                          |                            |  |    |                        |                        |                        |  |    |                   |                   |                   |
|  |                   |                        |                 |   | O1              | L.A. Lakers                | 4                          |                            |  |    |                        |                        |                        |  |    |                   |                   |                   |
|  |                   | O4                     | Houston Rockets | 1 |                 |                            |                            |                            |  |    |                        |                        |                        |  |    |                   |                   |                   |
|  | O4                | O4                     | Houston Rockets | 1 | Houston Rockets | 4                          |                            |                            |  |    |                        |                        |                        |  |    |                   |                   |                   |
|  | O4                |                        |                 |   | Houston Rockets | 4                          |                            |                            |  |    |                        |                        |                        |  |    |                   |                   |                   |
|  | O5                | Oklahoma City Thunder  | 3               |   |                 |                            |                            |                            |  |    |                        |                        |                        |  |    |                   |                   |                   |
|  | O5                | Oklahoma City Thunder  | 3               |   |                 |                            |                            |                            |  | O1 | L.A. Lakers            | 4                      |                        |  |    |                   |                   |                   |
|  | Conferencia Oeste |                        |                 |   |                 |                            |                            |                            |  | O1 | L.A. Lakers            | 4                      |                        |  |    |                   |                   |                   |
|  |                   | O3                     | Denver Nuggets  | 1 |                 |                            |                            |                            |  |    |                        |                        |                        |  |    |                   |                   |                   |
|  | O3                | O3                     | Denver Nuggets  | 1 | Denver Nuggets  | 4                          |                            |                            |  |    |                        |                        |                        |  |    |                   |                   |                   |
|  | O3                |                        |                 |   | Denver Nuggets  | 4                          |                            |                            |  |    |                        |                        |                        |  |    |                   |                   |                   |
|  | O6                | Utah Jazz              | 3               |   |                 |                            |                            |                            |  |    |                        |                        |                        |  |    |                   |                   |                   |
|  | O6                | Utah Jazz              | 3               |   | O3              | Denver Nuggets             | 4                          |                            |  |    |                        |                        |                        |  |    |                   |                   |                   |
|  |                   |                        |                 |   | O3              | Denver Nuggets             | 4                          |                            |  |    |                        |                        |                        |  |    |                   |                   |                   |
|  |                   | O2                     | L.A. Clippers   | 3 |                 |                            |                            |                            |  |    |                        |                        |                        |  |    |                   |                   |                   |
|  | O2                | O2                     | L.A. Clippers   | 3 | L.A. Clippers   | 4                          |                            |                            |  |    |                        |                        |                        |  |    |                   |                   |                   |
|  | O2                |                        |                 |   | L.A. Clippers   | 4                          |                            |                            |  |    |                        |                        |                        |  |    |                   |                   |                   |
|  | O7                | Dallas Mavericks       | 2               |   |                 |                            |                            |                            |  |    |                        |                        |                        |  |    |                   |                   |                   |

Negrita - Ganador de las series

## Conferencia Este

### Primera ronda

#### (1) Milwaukee Bucks vs. (8) Orlando Magic
| 18 de agosto                 | Orlando Magic                                                     | 122–110                               | Milwaukee Bucks                                                                        | |  |  |
| 1:30 p. m.                   | Parciales: 33–23, 29–29, 30–27, 30–31                             | Parciales: 33–23, 29–29, 30–27, 30–31 | Parciales: 33–23, 29–29, 30–27, 30–31                                                  | |  |  |
|                              | Estadísticas Nikola Vučević 35 Nikola Vučević 14 D.J. Augustin 11 | Reporte Pts Reb Asts                  | Estadísticas Giannis Antetokounmpo 31 Giannis Antetokounmpo 17 Giannis Antetokounmpo 7 | Pabellón: Complejo deportivo ESPN, Lago Bay, Florida Asistencia: 0 espectadores Árbitros: Tony Brothers, Bill Kennedy, Ben Taylor Televisión: TNT |  |  |
| Orlando lidera la serie, 1–0 |                                                                   |                                       |                                                                                        | |  |  |
|                              |                                                                   |                                       |                                                                                        | |  |  |

| 20 de agosto        | Orlando Magic                                                        | 96–111                                | Milwaukee Bucks                                                               | |  |  |
| 6:00 p. m.          | Parciales: 13–25, 30–39, 30–29, 23–18                                | Parciales: 13–25, 30–39, 30–29, 23–18 | Parciales: 13–25, 30–39, 30–29, 23–18                                         | |  |  |
|                     | Estadísticas Nikola Vučević 32 Ennis, Vučević 10 c/u D.J. Augustin 5 | Reporte Pts Reb Asts                  | Estadísticas Giannis Antetokounmpo 28 Giannis Antetokounmpo 20 Eric Bledsoe 7 | Pabellón: Complejo deportivo ESPN, Lago Bay, Florida Asistencia: 0 espectadores Árbitros: David Guthrie, James Williams, Tre Maddox Televisión: ESPN |  |  |
| Serie empatada, 1–1 |                                                                      |                                       |                                                                               | |  |  |
|                     |                                                                      |                                       |                                                                               | |  |  |

| 22 de agosto                   | Milwaukee Bucks                                                               | 121–107                               | Orlando Magic                                              | |  |  |
| 1:00 p. m.                     | Parciales: 31–23, 39–20, 29–34, 22–30                                         | Parciales: 31–23, 39–20, 29–34, 22–30 | Parciales: 31–23, 39–20, 29–34, 22–30                      | |  |  |
|                                | Estadísticas Giannis Antetokounmpo 35 Giannis Antetokounmpo 11 Eric Bledsoe 8 | Reporte Pts Reb Asts                  | Estadísticas D.J. Augustin 24 Gary Clark 8 D.J. Augustin 6 | Pabellón: Complejo deportivo ESPN, Lago Bay, Florida Asistencia: 0 espectadores Árbitros: Marc Davis, Kevin Scott, Michael Smith Televisión: TNT |  |  |
| Milwaukee lidera la serie, 2–1 |                                                                               |                                       |                                                            | |  |  |
|                                |                                                                               |                                       |                                                            | |  |  |

| 24 de agosto                   | Milwaukee Bucks                                                                        | 121–106                               | Orlando Magic                                                         | |  |  |
| 1:30 p. m.                     | Parciales: 22–18, 36–34, 26–29, 37–25                                                  | Parciales: 22–18, 36–34, 26–29, 37–25 | Parciales: 22–18, 36–34, 26–29, 37–25                                 | |  |  |
|                                | Estadísticas Giannis Antetokounmpo 31 Giannis Antetokounmpo 15 Giannis Antetokounmpo 8 | Reporte Pts Reb Asts                  | Estadísticas Nikola Vučević 31 Nikola Vučević 11 Fultz, Vučević 7 c/u | Pabellón: Complejo deportivo ESPN, Lago Bay, Florida Asistencia: 0 espectadores Árbitros: James Capers, Ed Malloy, Courtney Kirkland Televisión: NBA TV |  |  |
| Milwaukee lidera la serie, 3–1 |                                                                                        |                                       |                                                                       | |  |  |
|                                |                                                                                        |                                       |                                                                       | |  |  |

| 29 de agosto | Orlando Magic                                                         | 104–118                               | Milwaukee Bucks                                                               | |  |  |
| 3:30 p. m. | Parciales: 21–26, 29–41, 29–23, 25–28                                 | Parciales: 21–26, 29–41, 29–23, 25–28 | Parciales: 21–26, 29–41, 29–23, 25–28                                         | |  |  |
| | Estadísticas Nikola Vučević 22 Nikola Vučević 15 Fultz, Vučević 5 c/u | Reporte Pts Reb Asts                  | Estadísticas Giannis Antetokounmpo 28 Giannis Antetokounmpo 17 Eric Bledsoe 8 | Pabellón: Complejo deportivo ESPN, Lago Bay, Florida Asistencia: 0 espectadores Árbitros: Tony Brothers, Josh Tiven, Tyler Ford Televisión: ESPN |  |  |
| Milwaukee gana la serie, 4–1 El partido originalmente programado para el 26 de agosto fue suspendido debido a que los Bucks no se presentaron al campo de juego en protesta por la muerte de Jacob Blake. |                                                                       |                                       |                                                                               | |  |  |
| |                                                                       |                                       |                                                                               | |  |  |

| 1 de noviembre de 2019 | Milwaukee Bucks | 123–91  | Orlando Magic |                                          |  |
|                        |                 |         |               |                                          |  |
|                        |                 | Reporte |               | Pabellón: Amway Center, Orlando, Florida |  |

| 9 de diciembre de 2019 | Orlando Magic | 101–110 | Milwaukee Bucks |                                              |  |
|                        |               |         |                 |                                              |  |
|                        |               | Reporte |                 | Pabellón: Fiserv Forum, Milwaukee, Wisconsin |  |

| 28 de diciembre de 2019 | Orlando Magic | 100–111 | Milwaukee Bucks |                                              |  |
|                         |               |         |                 |                                              |  |
|                         |               | Reporte |                 | Pabellón: Fiserv Forum, Milwaukee, Wisconsin |  |

| 8 de febrero de 2020 | Milwaukee Bucks | 111–95  | Orlando Magic |                                          |  |
|                      |                 |         |               |                                          |  |
|                      |                 | Reporte |               | Pabellón: Amway Center, Orlando, Florida |  |

Es la segunda vez que se encuentran en playoffs, donde los Bucks ganaron el primer enfrentamiento.
| \| 2001 \| Milwaukee Bucks \| 3–1 \| Orlando Magic \| \| \| \| \| \| \| \| \| \| \| \| \| Pabellón: 1ª ronda Conferencia Este 2001 \| |                 |     |               |                                          |
| 2001 | Milwaukee Bucks | 3–1 | Orlando Magic |                                          |
| |                 |     |               |                                          |
| |                 |     |               | Pabellón: 1ª ronda Conferencia Este 2001 |

#### (2) Toronto Raptors vs. (7) Brooklyn Nets
| 17 de agosto                 | Brooklyn Nets                                                            | 110–134                               | Toronto Raptors                                                 | |  |  |
| 4:00 p. m.                   | Parciales: 20–37, 31–36, 35–22, 24–39                                    | Parciales: 20–37, 31–36, 35–22, 24–39 | Parciales: 20–37, 31–36, 35–22, 24–39                           | |  |  |
|                              | Estadísticas Timothé Luwawu-Cabarrot 26 Jarrett Allen 12 Caris LeVert 15 | Reporte Pts Reb Asts                  | Estadísticas Fred VanVleet 30 Pascal Siakam 11 Fred VanVleet 11 | Pabellón: Complejo deportivo ESPN, Lago Bay, Florida Asistencia: 0 espectadores Árbitros: John Goble, Tony Brown, Leon Wood Televisión: ESPN, SN |  |  |
| Toronto lidera la serie, 1–0 |                                                                          |                                       |                                                                 | |  |  |
|                              |                                                                          |                                       |                                                                 | |  |  |

| 19 de agosto                 | Brooklyn Nets                                                       | 99–104                                | Toronto Raptors                                                    | |  |  |
| 1:30 p. m.                   | Parciales: 33–29, 20–21, 27–24, 19–30                               | Parciales: 33–29, 20–21, 27–24, 19–30 | Parciales: 33–29, 20–21, 27–24, 19–30                              | |  |  |
|                              | Estadísticas Garrett Temple 21 Allen, Harris 15 c/u Caris LeVert 11 | Reporte Pts Reb Asts                  | Estadísticas Powell, VanVleet 24 c/u Kyle Lowry 9 Fred VanVleet 10 | Pabellón: Complejo deportivo ESPN, Lago Bay, Florida Asistencia: 0 espectadores Árbitros: Kane Fitzgerald, Sean Corbin, Brian Forte Televisión: NBA TV, TSN |  |  |
| Toronto lidera la serie, 2–0 |                                                                     |                                       |                                                                    | |  |  |
|                              |                                                                     |                                       |                                                                    | |  |  |

| 21 de agosto                 | Toronto Raptors                                           | 117–92                                | Brooklyn Nets                                                 | |  |  |
| 1:30 p. m.                   | Parciales: 24–17, 33–25, 27–26, 33–24                     | Parciales: 24–17, 33–25, 27–26, 33–24 | Parciales: 24–17, 33–25, 27–26, 33–24                         | |  |  |
|                              | Estadísticas Pascal Siakam 26 Serge Ibaka 13 Kyle Lowry 7 | Reporte Pts Reb Asts                  | Estadísticas Tyler Johnson 23 Jarrett Allen 17 Caris LeVert 6 | Pabellón: Complejo deportivo ESPN, Lago Bay, Florida Asistencia: 0 espectadores Árbitros: Zach Zarba, Pat Fraher, Kevin Cutler Televisión: NBA TV, SN1 |  |  |
| Toronto lidera la serie, 3–0 |                                                           |                                       |                                                               | |  |  |
|                              |                                                           |                                       |                                                               | |  |  |

| 23 de agosto               | Toronto Raptors                                               | 150–122                               | Brooklyn Nets                                                       | |  |  |
| 6:30 p. m.                 | Parciales: 39–32, 38–36, 39–19, 34–35                         | Parciales: 39–32, 38–36, 39–19, 34–35 | Parciales: 39–32, 38–36, 39–19, 34–35                               | |  |  |
|                            | Estadísticas Norman Powell 29 Serge Ibaka 15 Pascal Siakam 10 | Reporte Pts Reb Asts                  | Estadísticas Caris LeVert 35 Jarrett Allen 15 Chiozza, LeVert 6 c/u | Pabellón: Complejo deportivo ESPN, Lago Bay, Florida Asistencia: 0 espectadores Árbitros: Scott Foster, Rodney Mott, Derrick Collins Televisión: TNT, TSN |  |  |
| Toronto gana la serie, 4–0 |                                                               |                                       |                                                                     | |  |  |
|                            |                                                               |                                       |                                                                     | |  |  |

| 14 de diciembre de 2019 | Brooklyn Nets | 102–110 | Toronto Raptors |                                              |  |
|                         |               |         |                 |                                              |  |
|                         |               | Reporte |                 | Pabellón: Scotiabank Arena, Toronto, Ontario |  |

| 4 de enero de 2020 | Toronto Raptors | 121–102 | Brooklyn Nets |                                                    |  |
|                    |                 |         |               |                                                    |  |
|                    |                 | Reporte |               | Pabellón: Barclays Center, Brooklyn, New York City |  |

| 8 de febrero de 2020 | Brooklyn Nets | 118–119 | Toronto Raptors |                                              |  |
|                      |               |         |                 |                                              |  |
|                      |               | Reporte |                 | Pabellón: Scotiabank Arena, Toronto, Ontario |  |

| 12 de febrero de 2020 | Toronto Raptors | 91–101  | Brooklyn Nets |                                                    |  |
|                       |                 |         |               |                                                    |  |
|                       |                 | Reporte |               | Pabellón: Barclays Center, Brooklyn, New York City |  |

Es la tercera vez que se encuentran en playoffs, con los Nets ganando los dos previos enfrentamientos.
| 2007 | New Jersey Nets | 4–2 | Toronto Raptors |                                          |
|      |                 |     |                 |                                          |
|      |                 |     |                 | Pabellón: 1ª ronda Conferencia Este 2007 |

| 2014 | Brooklyn Nets | 4–3 | Toronto Raptors |                                          |
|      |               |     |                 |                                          |
|      |               |     |                 | Pabellón: 1ª ronda Conferencia Este 2014 |

#### (3) Boston Celtics vs. (6) Philadelphia 76ers
| 17 de agosto                | Philadelphia 76ers                                         | 101–109                               | Boston Celtics                                              | |  |  |
| 6:30 p. m.                  | Parciales: 26–25, 23–30, 30–20, 22–34                      | Parciales: 26–25, 23–30, 30–20, 22–34 | Parciales: 26–25, 23–30, 30–20, 22–34                       | |  |  |
|                             | Estadísticas Joel Embiid 26 Joel Embiid 16 Tobias Harris 8 | Reporte Pts Reb Asts                  | Estadísticas Jayson Tatum 32 Jayson Tatum 13 Kemba Walker 5 | Pabellón: Complejo deportivo ESPN, Lago Bay, Florida Asistencia: 0 espectadores Árbitros: Zach Zarba, Pat Fraher, Sean Corbin Televisión: ESPN |  |  |
| Boston lidera la serie, 1–0 |                                                            |                                       |                                                             | |  |  |
|                             |                                                            |                                       |                                                             | |  |  |

| 19 de agosto                | Philadelphia 76ers                                          | 101–128                               | Boston Celtics                                            | |  |  |
| 6:30 p. m.                  | Parciales: 33–27, 24–38, 18–33, 26–30                       | Parciales: 33–27, 24–38, 18–33, 26–30 | Parciales: 33–27, 24–38, 18–33, 26–30                     | |  |  |
|                             | Estadísticas Joel Embiid 34 Tobias Harris 11 Shake Milton 4 | Reporte Pts Reb Asts                  | Estadísticas Jayson Tatum 33 Enes Kanter 9 Jayson Tatum 5 | Pabellón: Complejo deportivo ESPN, Lago Bay, Florida Asistencia: 0 espectadores Árbitros: John Goble, Tony Brown, Curtis Blair Televisión: TNT |  |  |
| Boston lidera la serie, 2–0 |                                                             |                                       |                                                           | |  |  |
|                             |                                                             |                                       |                                                           | |  |  |

| 21 de agosto                | Boston Celtics                                                  | 102–94                                | Philadelphia 76ers                                           | |  |  |
| 6:30 p. m.                  | Parciales: 26–24, 25–25, 25–23, 26–22                           | Parciales: 26–24, 25–25, 25–23, 26–22 | Parciales: 26–24, 25–25, 25–23, 26–22                        | |  |  |
|                             | Estadísticas Kemba Walker 24 Smart, Walker 8 c/u Kemba Walker 4 | Reporte Pts Reb Asts                  | Estadísticas Joel Embiid 30 Tobias Harris 15 Tobias Harris 4 | Pabellón: Complejo deportivo ESPN, Lago Bay, Florida Asistencia: 0 espectadores Árbitros: Scott Foster, Sean Wright, Courtney Kirkland Televisión: TNT |  |  |
| Boston lidera la serie, 3–0 |                                                                 |                                       |                                                              | |  |  |
|                             |                                                                 |                                       |                                                              | |  |  |

| 23 de agosto              | Boston Celtics                                                          | 110–106                               | Philadelphia 76ers                                                   | |  |  |
| 1:00 p. m.                | Parciales: 27–32, 30–26, 32–19, 21–29                                   | Parciales: 27–32, 30–26, 32–19, 21–29 | Parciales: 27–32, 30–26, 32–19, 21–29                                | |  |  |
|                           | Estadísticas Kemba Walker 32 Jayson Tatum 15 Smart, Tatum, Walker 4 c/u | Reporte Pts Reb Asts                  | Estadísticas Joel Embiid 30 Embiid, Horford 10 c/u Josh Richardson 5 | Pabellón: Complejo deportivo ESPN, Lago Bay, Florida Asistencia: 0 espectadores Árbitros: Kane Fitzgerald, Eric Lewis, Dedric Taylor Televisión: ABC |  |  |
| Boston gana la serie, 4–0 |                                                                         |                                       |                                                                      | |  |  |
|                           |                                                                         |                                       |                                                                      | |  |  |

| 23 de octubre de 2019 | Boston Celtics | 93–107  | Philadelphia 76ers |                                                         |  |
|                       |                |         |                    |                                                         |  |
|                       |                | Reporte |                    | Pabellón: Wells Fargo Center, Philadelphia, Pensilvania |  |

| 12 de diciembre de 2019 | Philadelphia 76ers | 115–109 | Boston Celtics |                                            |  |
|                         |                    |         |                |                                            |  |
|                         |                    | Reporte |                | Pabellón: TD Garden, Boston, Massachusetts |  |

| 9 de enero de 2020 | Boston Celtics | 98–109  | Philadelphia 76ers |                                                         |  |
|                    |                |         |                    |                                                         |  |
|                    |                | Reporte |                    | Pabellón: Wells Fargo Center, Philadelphia, Pensilvania |  |

| 1 de febrero de 2020 | Philadelphia 76ers | 95–116  | Boston Celtics |                                            |  |
|                      |                    |         |                |                                            |  |
|                      |                    | Reporte |                | Pabellón: TD Garden, Boston, Massachusetts |  |

Este es el encuentro número 22 de estos equipos en playoffs, con los Celtics ganando 13 de los 21 enfrentamientos previos.
| 1953 | Boston Celtics | 2–0 | Philadelphia 76ers |                                             |
|      |                |     |                    |                                             |
|      |                |     |                    | Pabellón: Semifinales Conferencia Este 1953 |

| 1954 | Boston Celtics | 0–2 | Philadelphia 76ers |                                          |
|      |                |     |                    |                                          |
|      |                |     |                    | Pabellón: Liguilla Conferencia Este 1954 |

| 1954 | Boston Celtics | 0–2 | Philadelphia 76ers |                                         |
|      |                |     |                    |                                         |
|      |                |     |                    | Pabellón: Finales Conferencia Este 1954 |

| 1955 | Boston Celtics | 1–3 | Philadelphia 76ers |                                         |
|      |                |     |                    |                                         |
|      |                |     |                    | Pabellón: Finales Conferencia Este 1955 |

| 1956 | Boston Celtics | 1–2 | Philadelphia 76ers |                                             |
|      |                |     |                    |                                             |
|      |                |     |                    | Pabellón: Semifinales Conferencia Este 1956 |

| 1957 | Boston Celtics | 3–0 | Philadelphia 76ers |                                         |
|      |                |     |                    |                                         |
|      |                |     |                    | Pabellón: Finales Conferencia Este 1957 |

| 1959 | Boston Celtics | 4–3 | Philadelphia 76ers |                                         |
|      |                |     |                    |                                         |
|      |                |     |                    | Pabellón: Finales Conferencia Este 1959 |

| 1961 | Boston Celtics | 4–1 | Philadelphia 76ers |                                         |
|      |                |     |                    |                                         |
|      |                |     |                    | Pabellón: Finales Conferencia Este 1961 |

| 1965 | Boston Celtics | 4–3 | Philadelphia 76ers |                                         |
|      |                |     |                    |                                         |
|      |                |     |                    | Pabellón: Finales Conferencia Este 1965 |

| 1966 | Boston Celtics | 4–1 | Philadelphia 76ers |                                         |
|      |                |     |                    |                                         |
|      |                |     |                    | Pabellón: Finales Conferencia Este 1966 |

| 1967 | Boston Celtics | 1–4 | Philadelphia 76ers |                                         |
|      |                |     |                    |                                         |
|      |                |     |                    | Pabellón: Finales Conferencia Este 1967 |

| 1968 | Boston Celtics | 4–3 | Philadelphia 76ers |                                         |
|      |                |     |                    |                                         |
|      |                |     |                    | Pabellón: Finales Conferencia Este 1968 |

| 1969 | Boston Celtics | 4–1 | Philadelphia 76ers |                                             |
|      |                |     |                    |                                             |
|      |                |     |                    | Pabellón: Semifinales Conferencia Este 1969 |

| 1977 | Boston Celtics | 3–4 | Philadelphia 76ers |                                             |
|      |                |     |                    |                                             |
|      |                |     |                    | Pabellón: Semifinales Conferencia Este 1977 |

| 1980 | Boston Celtics | 1–4 | Philadelphia 76ers |                                         |
|      |                |     |                    |                                         |
|      |                |     |                    | Pabellón: Finales Conferencia Este 1980 |

| 1981 | Boston Celtics | 4–3 | Philadelphia 76ers |                                         |
|      |                |     |                    |                                         |
|      |                |     |                    | Pabellón: Finales Conferencia Este 1981 |

| 1982 | Boston Celtics | 3–4 | Philadelphia 76ers |                                         |
|      |                |     |                    |                                         |
|      |                |     |                    | Pabellón: Finales Conferencia Este 1982 |

| 1985 | Boston Celtics | 4–1 | Philadelphia 76ers |                                         |
|      |                |     |                    |                                         |
|      |                |     |                    | Pabellón: Finales Conferencia Este 1985 |

| 2002 | Boston Celtics | 3–2 | Philadelphia 76ers |                                          |
|      |                |     |                    |                                          |
|      |                |     |                    | Pabellón: 1ª ronda Conferencia Este 2002 |

| 2012 | Boston Celtics | 4–3 | Philadelphia 76ers |                                             |
|      |                |     |                    |                                             |
|      |                |     |                    | Pabellón: Semifinales Conferencia Este 2012 |

| 2018 | Boston Celtics | 4–1 | Philadelphia 76ers |                                             |
|      |                |     |                    |                                             |
|      |                |     |                    | Pabellón: Semifinales Conferencia Este 2018 |

#### (4) Indiana Pacers vs. (5) Miami Heat
| 18 de agosto               | Miami Heat                                                | 113–101                               | Indiana Pacers                                                        | |  |  |
| 4:00 p. m.                 | Parciales: 27–33, 29–19, 25–28, 32–21                     | Parciales: 27–33, 29–19, 25–28, 32–21 | Parciales: 27–33, 29–19, 25–28, 32–21                                 | |  |  |
|                            | Estadísticas Jimmy Butler 28 Bam Adebayo 10 Bam Adebayo 6 | Reporte Pts Reb Asts                  | Estadísticas Brogdon, Warren 22 c/u Myles Turner 9 Malcolm Brogdon 10 | Pabellón: Complejo deportivo ESPN, Lago Bay, Florida Asistencia: 0 espectadores Árbitros: David Guthrie, Ed Malloy, Tyler Ford Televisión: TNT |  |  |
| Miami lidera la serie, 1–0 |                                                           |                                       |                                                                       | |  |  |
|                            |                                                           |                                       |                                                                       | |  |  |

| 20 de agosto               | Miami Heat                                                         | 109–100                               | Indiana Pacers                                                  | |  |  |
| 1:00 p. m.                 | Parciales: 22–24, 29–22, 37–31, 21–23                              | Parciales: 22–24, 29–22, 37–31, 21–23 | Parciales: 22–24, 29–22, 37–31, 21–23                           | |  |  |
|                            | Estadísticas Duncan Robinson 24 Jae Crowder 8 Butler, Dragić 6 c/u | Reporte Pts Reb Asts                  | Estadísticas Victor Oladipo 22 Myles Turner 8 Malcolm Brogdon 9 | Pabellón: Complejo deportivo ESPN, Lago Bay, Florida Asistencia: 0 espectadores Árbitros: James Capers, Josh Tiven, Derrick Collins Televisión: ESPN |  |  |
| Miami lidera la serie, 2–0 |                                                                    |                                       |                                                                 | |  |  |
|                            |                                                                    |                                       |                                                                 | |  |  |

| 22 de agosto               | Indiana Pacers                                                     | 115–124                               | Miami Heat                                                 | |  |  |
| 3:30 p. m.                 | Parciales: 27–34, 29–40, 34–20, 25–30                              | Parciales: 27–34, 29–40, 34–20, 25–30 | Parciales: 27–34, 29–40, 34–20, 25–30                      | |  |  |
|                            | Estadísticas Malcolm Brogdon 34 Myles Turner 12 Malcolm Brogdon 14 | Reporte Pts Reb Asts                  | Estadísticas Jimmy Butler 27 Bam Adebayo 11 Goran Dragić 6 | Pabellón: Complejo deportivo ESPN, Lago Bay, Florida Asistencia: 0 espectadores Árbitros: Tony Brothers, Tre Maddox, Ben Taylor Televisión: TNT |  |  |
| Miami lidera la serie, 3–0 |                                                                    |                                       |                                                            | |  |  |
|                            |                                                                    |                                       |                                                            | |  |  |

| 24 de agosto             | Indiana Pacers                                                   | 87–99                                 | Miami Heat                                                | |  |  |
| 6:30 p. m.               | Parciales: 22–21, 20–27, 20–22, 25–29                            | Parciales: 22–21, 20–27, 20–22, 25–29 | Parciales: 22–21, 20–27, 20–22, 25–29                     | |  |  |
|                          | Estadísticas Victor Oladipo 25 Myles Turner 14 Malcolm Brogdon 7 | Reporte Pts Reb Asts                  | Estadísticas Goran Dragić 23 Bam Adebayo 19 Bam Adebayo 6 | Pabellón: Complejo deportivo ESPN, Lago Bay, Florida Asistencia: 0 espectadores Árbitros: Marc Davis, Kevin Scott, Gediminas Petraitis Televisión: TNT |  |  |
| Miami gana la serie, 4–0 |                                                                  |                                       |                                                           | |  |  |
|                          |                                                                  |                                       |                                                           | |  |  |

| 27 de diciembre de 2019 | Indiana Pacers | 112–113 | Miami Heat |                                                   |  |
|                         |                |         |            |                                                   |  |
|                         |                | Reporte |            | Pabellón: American Airlines Arena, Miami, Florida |  |

| 8 de enero de 2020 | Miami Heat | 122–108 | Indiana Pacers |                                                          |  |
|                    |            |         |                |                                                          |  |
|                    |            | Reporte |                | Pabellón: Bankers Life Fieldhouse, Indianapolis, Indiana |  |

| 10 de agosto de 2020 | Indiana Pacers | 92–114  | Miami Heat |                                                      |  |
|                      |                |         |            |                                                      |  |
|                      |                | Reporte |            | Pabellón: Complejo deportivo ESPN, Lago Bay, Florida |  |

| 14 de agosto de 2020 | Miami Heat | 92–109  | Indiana Pacers |                                                      |  |
|                      |            |         |                |                                                      |  |
|                      |            | Reporte |                | Pabellón: Complejo deportivo ESPN, Lago Bay, Florida |  |

Es la cuarta vez que se encuentran en playoffs, con Miami ganando los tres previos enfrentamientos.
| 2004 | Indiana Pacers | 4–2 | Miami Heat |                                             |
|      |                |     |            |                                             |
|      |                |     |            | Pabellón: Semifinales Conferencia Este 2004 |

| 2012 | Indiana Pacers | 2–4 | Miami Heat |                                             |
|      |                |     |            |                                             |
|      |                |     |            | Pabellón: Semifinales Conferencia Este 2012 |

| 2013 | Indiana Pacers | 3–4 | Miami Heat |                                         |
|      |                |     |            |                                         |
|      |                |     |            | Pabellón: Finales Conferencia Este 2013 |

| 2014 | Indiana Pacers | 2–4 | Miami Heat |                                         |
|      |                |     |            |                                         |
|      |                |     |            | Pabellón: Finales Conferencia Este 2014 |

### Semifinales de Conferencia

#### (1) Milwaukee Bucks vs. (5) Miami Heat
| 31 de agosto               | Miami Heat                                                | 115–104                               | Milwaukee Bucks                                                                  | |  |  |
| 6:30 p. m.                 | Parciales: 29–40, 31–23, 32–23, 23–18                     | Parciales: 29–40, 31–23, 32–23, 23–18 | Parciales: 29–40, 31–23, 32–23, 23–18                                            | |  |  |
|                            | Estadísticas Jimmy Butler 40 Bam Adebayo 17 Bam Adebayo 6 | Reporte Pts Reb Asts                  | Estadísticas Khris Middleton 28 Giannis Antetokounmpo 10 Giannis Antetokounmpo 9 | Pabellón: Complejo deportivo ESPN, Lago Bay, Florida Asistencia: 0 espectadores Árbitros: Kane Fitzgerald, Eric Lewis, Rodney Mott Televisión: TNT |  |  |
| Miami lidera la serie, 1–0 |                                                           |                                       |                                                                                  | |  |  |
|                            |                                                           |                                       |                                                                                  | |  |  |

| 2 de septiembre            | Miami Heat                                                | 116–114                               | Milwaukee Bucks                                                                  | |  |  |
| 6:30 p. m.                 | Parciales: 38–29, 28–31, 24–26, 26–28                     | Parciales: 38–29, 28–31, 24–26, 26–28 | Parciales: 38–29, 28–31, 24–26, 26–28                                            | |  |  |
|                            | Estadísticas Goran Dragić 23 Bam Adebayo 9 Jimmy Butler 6 | Reporte Pts Reb Asts                  | Estadísticas Giannis Antetokounmpo 29 Giannis Antetokounmpo 14 Khris Middleton 8 | Pabellón: Complejo deportivo ESPN, Lago Bay, Florida Asistencia: 0 espectadores Árbitros: Marc Davis, Sean Wright, Kevin Scott Televisión: ESPN |  |  |
| Miami lidera la serie, 2–0 |                                                           |                                       |                                                                                  | |  |  |
|                            |                                                           |                                       |                                                                                  | |  |  |

| 4 de septiembre            | Milwaukee Bucks                                                              | 100–115                               | Miami Heat                                                 | |  |  |
| 6:30 p. m.                 | Parciales: 30–29, 27–21, 30–25, 13–40                                        | Parciales: 30–29, 27–21, 30–25, 13–40 | Parciales: 30–29, 27–21, 30–25, 13–40                      | |  |  |
|                            | Estadísticas Brook Lopez 22 Giannis Antetokounmpo 16 Giannis Antetokounmpo 9 | Reporte Pts Reb Asts                  | Estadísticas Jimmy Butler 30 Bam Adebayo 16 Jimmy Butler 6 | Pabellón: Complejo deportivo ESPN, Lago Bay, Florida Asistencia: 0 espectadores Árbitros: Scott Foster, David Guthrie, Sean Corbin Televisión: TNT |  |  |
| Miami lidera la serie, 3–0 |                                                                              |                                       |                                                            | |  |  |
|                            |                                                                              |                                       |                                                            | |  |  |

| 6 de septiembre            | Milwaukee Bucks                                                   | 118–115                                            | Miami Heat                                                       | |  |  |
| 3:30 p. m.                 | Parciales: 22–31, 28–17, 35–40, 22–19 (T.E.: 11–8)                | Parciales: 22–31, 28–17, 35–40, 22–19 (T.E.: 11–8) | Parciales: 22–31, 28–17, 35–40, 22–19 (T.E.: 11–8)               | |  |  |
|                            | Estadísticas Khris Middleton 36 Eric Bledsoe 10 Khris Middleton 8 | Reporte Pts Reb Asts                               | Estadísticas Bam Adebayo 26 Bam Adebayo 12 Adebayo, Dragić 8 c/u | Pabellón: Complejo deportivo ESPN, Lago Bay, Florida Asistencia: 0 espectadores Árbitros: Zach Zarba, Tony Brothers, Tyler Ford Televisión: ABC |  |  |
| Miami lidera la serie, 3–1 |                                                                   |                                                    |                                                                  | |  |  |
|                            |                                                                   |                                                    |                                                                  | |  |  |

| 8 de septiembre          | Miami Heat                                                             | 103–94                                | Milwaukee Bucks                                               | |  |  |
| 6:30 p. m.               | Parciales: 19–28, 33–18, 21–19, 30–29                                  | Parciales: 19–28, 33–18, 21–19, 30–29 | Parciales: 19–28, 33–18, 21–19, 30–29                         | |  |  |
|                          | Estadísticas Butler, Dragić 17 c/u Jimmy Butler 10 Butler, Herro 6 c/u | Reporte Pts Reb Asts                  | Estadísticas Khris Middleton 23 Brook Lopez 14 Eric Bledsoe 9 | Pabellón: Complejo deportivo ESPN, Lago Bay, Florida Asistencia: 0 espectadores Árbitros: James Capers, Josh Tiven, Rodney Mott Televisión: TNT |  |  |
| Miami gana la serie, 4–1 |                                                                        |                                       |                                                               | |  |  |
|                          |                                                                        |                                       |                                                               | |  |  |

| 26 de octubre de 2019 | Miami Heat | 131–126 | Milwaukee Bucks (OT) |                                              |  |
|                       |            |         |                      |                                              |  |
|                       |            | Reporte |                      | Pabellón: Fiserv Forum, Milwaukee, Wisconsin |  |

| 2 de marzo de 2020 | Milwaukee Bucks | 89–105  | Miami Heat |                                                   |  |
|                    |                 |         |            |                                                   |  |
|                    |                 | Reporte |            | Pabellón: American Airlines Arena, Miami, Florida |  |

| 6 de agosto de 2020 | Miami Heat | 116–130 | Milwaukee Bucks |                                                      |  |
|                     |            |         |                 |                                                      |  |
|                     |            | Reporte |                 | Pabellón: Complejo deportivo ESPN, Lago Bay, Florida |  |

Es la segunda vez que se encuentran en playoffs, Miami ganó el enfrentamiento previo.
| \| 2013 \| Miami Heat \| 4–0 \| Milwaukee Bucks \| \| \| \| \| \| \| \| \| \| \| \| \| Pabellón: 1ª ronda Conferencia Este 2013 \| |            |     |                 |                                          |
| 2013 | Miami Heat | 4–0 | Milwaukee Bucks |                                          |
| |            |     |                 |                                          |
| |            |     |                 | Pabellón: 1ª ronda Conferencia Este 2013 |

#### (2) Toronto Raptors vs. (3) Boston Celtics
| 30 de agosto | Boston Celtics                                                   | 112–94                                | Toronto Raptors                                                | |  |  |
| 1:00 p. m. | Parciales: 39–23, 20–19, 29–31, 24–21                            | Parciales: 39–23, 20–19, 29–31, 24–21 | Parciales: 39–23, 20–19, 29–31, 24–21                          | |  |  |
| | Estadísticas Smart, Tatum 21 c/u Daniel Theis 15 Kemba Walker 10 | Reporte Pts Reb Asts                  | Estadísticas Kyle Lowry 17 Serge Ibaka 9 Lowry, VanVleet 8 c/u | Pabellón: Complejo deportivo ESPN, Lago Bay, Florida Asistencia: 0 espectadores Árbitros: John Goble, Ed Malloy, James Williams Televisión: ESPN, TSN |  |  |
| Boston lidera la serie, 1–0 El partido originalmente programado para el 27 de agosto fue suspendido por la NBA junto con el resto de los partidos de la jornada, esto debido a las protestas por Jacob Blake. |                                                                  |                                       |                                                                | |  |  |
| |                                                                  |                                       |                                                                | |  |  |

| 1 de septiembre             | Boston Celtics                                             | 102–99                                | Toronto Raptors                                                | |  |  |
| 5:30 p. m.                  | Parciales: 28–28, 22–20, 20–30, 32–21                      | Parciales: 28–28, 22–20, 20–30, 32–21 | Parciales: 28–28, 22–20, 20–30, 32–21                          | |  |  |
|                             | Estadísticas Jayson Tatum 34 Daniel Theis 9 Jayson Tatum 6 | Reporte Pts Reb Asts                  | Estadísticas OG Anunoby 20 Serge Ibaka 9 Lowry, VanVleet 7 c/u | Pabellón: Complejo deportivo ESPN, Lago Bay, Florida Asistencia: 0 espectadores Árbitros: Zach Zarba, Tony Brothers, Sean Corbin Televisión: ESPN, SN |  |  |
| Boston lidera la serie, 2–0 |                                                            |                                       |                                                                | |  |  |
|                             |                                                            |                                       |                                                                | |  |  |

| 3 de septiembre             | Toronto Raptors                                       | 104–103                               | Boston Celtics                                              | |  |  |
| 6:30 p. m.                  | Parciales: 28–33, 19–24, 29–23, 28–23                 | Parciales: 28–33, 19–24, 29–23, 28–23 | Parciales: 28–33, 19–24, 29–23, 28–23                       | |  |  |
|                             | Estadísticas Kyle Lowry 31 OG Anunoby 10 Kyle Lowry 8 | Reporte Pts Reb Asts                  | Estadísticas Kemba Walker 29 Jaylen Brown 12 Jayson Tatum 6 | Pabellón: Complejo deportivo ESPN, Lago Bay, Florida Asistencia: 0 espectadores Árbitros: James Capers, Josh Tiven, Rodney Mott Televisión: TNT, TSN |  |  |
| Boston lidera la serie, 2–1 |                                                       |                                       |                                                             | |  |  |
|                             |                                                       |                                       |                                                             | |  |  |

| 5 de septiembre     | Toronto Raptors                                                 | 100–93                                | Boston Celtics                                              | |  |  |
| 6:30 p. m.          | Parciales: 31–27, 18–22, 32–24, 19–20                           | Parciales: 31–27, 18–22, 32–24, 19–20 | Parciales: 31–27, 18–22, 32–24, 19–20                       | |  |  |
|                     | Estadísticas Pascal Siakam 23 Lowry, Siakam 11 c/u Kyle Lowry 7 | Reporte Pts Reb Asts                  | Estadísticas Jayson Tatum 24 Jayson Tatum 10 Kemba Walker 8 | Pabellón: Complejo deportivo ESPN, Lago Bay, Florida Asistencia: 0 espectadores Árbitros: Marc Davis, Bill Kennedy, Kevin Scott Televisión: TNT, SN1 |  |  |
| Serie empatada, 2–2 |                                                                 |                                       |                                                             | |  |  |
|                     |                                                                 |                                       |                                                             | |  |  |

| 7 de septiembre             | Boston Celtics                                              | 111–89                                | Toronto Raptors                                                  | |  |  |
| 6:30 p. m.                  | Parciales: 25–11, 37–24, 25–28, 24–26                       | Parciales: 25–11, 37–24, 25–28, 24–26 | Parciales: 25–11, 37–24, 25–28, 24–26                            | |  |  |
|                             | Estadísticas Jaylen Brown 27 Jayson Tatum 10 Kemba Walker 7 | Reporte Pts Reb Asts                  | Estadísticas Fred VanVleet 18 OG Anunoby 7 Lowry, VanVleet 5 c/u | Pabellón: Complejo deportivo ESPN, Lago Bay, Florida Asistencia: 0 espectadores Árbitros: Kane Fitzgerald, Eric Lewis, Courtney Kirkland Televisión: TNT, TSN |  |  |
| Boston lidera la serie, 3–2 |                                                             |                                       |                                                                  | |  |  |
|                             |                                                             |                                       |                                                                  | |  |  |

| 9 de septiembre     | Toronto Raptors                                          | 125–122                                                  | Boston Celtics                                               | |  |  |
| 6:30 p. m.          | Parciales: 21–25, 27–27, 33–25, 17–21 (T.E.: 8–8, 19–16) | Parciales: 21–25, 27–27, 33–25, 17–21 (T.E.: 8–8, 19–16) | Parciales: 21–25, 27–27, 33–25, 17–21 (T.E.: 8–8, 19–16)     | |  |  |
|                     | Estadísticas Kyle Lowry 33 OG Anunoby 13 Fred VanVleet 7 | Reporte Pts Reb Asts                                     | Estadísticas Jaylen Brown 31 Jaylen Brown 16 Marcus Smart 10 | Pabellón: Complejo deportivo ESPN, Lago Bay, Florida Asistencia: 0 espectadores Árbitros: John Goble, Tony Brothers, Sean Wright Televisión: ESPN, SN |  |  |
| Serie empatada, 3–3 |                                                          |                                                          |                                                              | |  |  |
|                     |                                                          |                                                          |                                                              | |  |  |

| 11 de septiembre          | Boston Celtics                                              | 92–87                                 | Toronto Raptors                                                | |  |  |
| 6:30 p. m.                | Parciales: 26–27, 24–19, 22–25, 20–16                       | Parciales: 26–27, 24–19, 22–25, 20–16 | Parciales: 26–27, 24–19, 22–25, 20–16                          | |  |  |
|                           | Estadísticas Jayson Tatum 29 Jayson Tatum 12 Jayson Tatum 7 | Reporte Pts Reb Asts                  | Estadísticas Fred VanVleet 20 Pascal Siakam 11 Fred VanVleet 6 | Pabellón: Complejo deportivo ESPN, Lago Bay, Florida Asistencia: 0 espectadores Árbitros: Scott Foster, Zach Zarba, David Guthrie Televisión: TNT, TSN |  |  |
| Boston gana la serie, 4–3 |                                                             |                                       |                                                                | |  |  |
|                           |                                                             |                                       |                                                                | |  |  |

| 25 de octubre de 2019 | Toronto Raptors | 106–112 | Boston Celtics |                                            |  |
|                       |                 |         |                |                                            |  |
|                       |                 | Reporte |                | Pabellón: TD Garden, Boston, Massachusetts |  |

| 25 de diciembre de 2019 | Boston Celtics | 118–102 | Toronto Raptors |                                              |  |
|                         |                |         |                 |                                              |  |
|                         |                | Reporte |                 | Pabellón: Scotiabank Arena, Toronto, Ontario |  |

| 28 de diciembre de 2019 | Toronto Raptors | 113–97  | Boston Celtics |                                            |  |
|                         |                 |         |                |                                            |  |
|                         |                 | Reporte |                | Pabellón: TD Garden, Boston, Massachusetts |  |

| 7 de agosto de 2020 | Boston Celtics | 122–100 | Toronto Raptors |                                                      |  |
|                     |                |         |                 |                                                      |  |
|                     |                | Reporte |                 | Pabellón: Complejo deportivo ESPN, Lago Bay, Florida |  |

Es el primer encuentro de playoffs entre estos equipos.

### Finales de Conferencia

#### (3) Boston Celtics vs. (5) Miami Heat
| 15 de septiembre           | Miami Heat                                                       | 117–114                                            | Boston Celtics                                                       | |  |  |
| 6:30 p. m.                 | Parciales: 18–26, 37–29, 16–28, 35–23 (T.E.: 11–8)               | Parciales: 18–26, 37–29, 16–28, 35–23 (T.E.: 11–8) | Parciales: 18–26, 37–29, 16–28, 35–23 (T.E.: 11–8)                   | |  |  |
|                            | Estadísticas Goran Dragić 29 Tyler Herro 11 Adebayo, Herro 9 c/u | Reporte Pts Reb Asts                               | Estadísticas Jayson Tatum 30 Jayson Tatum 14 Walker, Wanamaker 6 c/u | Pabellón: Complejo deportivo ESPN, Lago Bay, Florida Asistencia: 0 espectadores Árbitros: Marc Davis, Kane Fitzgerald, Sean Wright Televisión: ESPN |  |  |
| Miami lidera la serie, 1–0 |                                                                  |                                                    |                                                                      | |  |  |
|                            |                                                                  |                                                    |                                                                      | |  |  |

| 17 de septiembre           | Miami Heat                                                      | 106–101                               | Boston Celtics                                                 | |  |  |
| 7:00 p. m.                 | Parciales: 28–31, 19–29, 37–17, 22–24                           | Parciales: 28–31, 19–29, 37–17, 22–24 | Parciales: 28–31, 19–29, 37–17, 22–24                          | |  |  |
|                            | Estadísticas Goran Dragić 25 Bam Adebayo 10 Dragić, Herro 5 c/u | Reporte Pts Reb Asts                  | Estadísticas Kemba Walker 23 Daniel Theis 8 Smart, Tatum 4 c/u | Pabellón: Complejo deportivo ESPN, Lago Bay, Florida Asistencia: 0 espectadores Árbitros: James Capers, David Guthrie, Tony Brown Televisión: ESPN |  |  |
| Miami lidera la serie, 2–0 |                                                                 |                                       |                                                                | |  |  |
|                            |                                                                 |                                       |                                                                | |  |  |

| 19 de septiembre           | Boston Celtics                                              | 117–106                               | Miami Heat                                                       | |  |  |
| 8:30 p. m.                 | Parciales: 31–22, 32–28, 26–24, 28–32                       | Parciales: 31–22, 32–28, 26–24, 28–32 | Parciales: 31–22, 32–28, 26–24, 28–32                            | |  |  |
|                            | Estadísticas Jaylen Brown 26 Jayson Tatum 14 Jayson Tatum 8 | Reporte Pts Reb Asts                  | Estadísticas Bam Adebayo 27 Bam Adebayo 16 Crowder, Dragić 5 c/u | Pabellón: Complejo deportivo ESPN, Lago Bay, Florida Asistencia: 0 espectadores Árbitros: Zach Zarba, Eric Lewis, Pat Fraher Televisión: ESPN |  |  |
| Miami lidera la serie, 2–1 |                                                             |                                       |                                                                  | |  |  |
|                            |                                                             |                                       |                                                                  | |  |  |

| 23 de septiembre           | Boston Celtics                                                         | 109–112                               | Miami Heat                                               | |  |  |
| 8:30 p. m.                 | Parciales: 23–24, 21–26, 32–27, 33–35                                  | Parciales: 23–24, 21–26, 32–27, 33–35 | Parciales: 23–24, 21–26, 32–27, 33–35                    | |  |  |
|                            | Estadísticas Jayson Tatum 28 Brown, Tatum, Theis 9 c/u Marcus Smart 11 | Reporte Pts Reb Asts                  | Estadísticas Tyler Herro 37 Bam Adebayo 12 Bam Adebayo 4 | Pabellón: Complejo deportivo ESPN, Lago Bay, Florida Asistencia: 0 espectadores Árbitros: Scott Foster, Tony Brothers, Tre Maddox Televisión: ESPN |  |  |
| Miami lidera la serie, 3–1 |                                                                        |                                       |                                                          | |  |  |
|                            |                                                                        |                                       |                                                          | |  |  |

| 25 de septiembre           | Miami Heat                                                               | 108–121                               | Boston Celtics                                              | |  |  |
| 8:30 p. m.                 | Parciales: 26–18, 32–33, 25–41, 25–29                                    | Parciales: 26–18, 32–33, 25–41, 25–29 | Parciales: 26–18, 32–33, 25–41, 25–29                       | |  |  |
|                            | Estadísticas Goran Dragić 23 Adebayo, Butler 8 c/u Adebayo, Butler 8 c/u | Reporte Pts Reb Asts                  | Estadísticas Jayson Tatum 31 Daniel Theis 13 Marcus Smart 8 | Pabellón: Complejo deportivo ESPN, Lago Bay, Florida Asistencia: 0 espectadores Árbitros: John Goble, Josh Tiven, Kevin Scott Televisión: ESPN |  |  |
| Miami lidera la serie, 3–2 |                                                                          |                                       |                                                             | |  |  |
|                            |                                                                          |                                       |                                                             | |  |  |

| 27 de septiembre         | Boston Celtics                                                  | 113–125                               | Miami Heat                                                | |  |  |
| 7:30 p. m.               | Parciales: 27–33, 33–29, 26–26, 27–37                           | Parciales: 27–33, 33–29, 26–26, 27–37 | Parciales: 27–33, 33–29, 26–26, 27–37                     | |  |  |
|                          | Estadísticas Jaylen Brown 26 Brown, Smart 8 c/u Jayson Tatum 11 | Reporte Pts Reb Asts                  | Estadísticas Bam Adebayo 32 Bam Adebayo 14 Jimmy Butler 8 | Pabellón: Complejo deportivo ESPN, Lago Bay, Florida Asistencia: 0 espectadores Árbitros: Marc Davis, Kane Fitzgerald, Pat Fraher Televisión: ESPN |  |  |
| Miami gana la serie, 4–2 |                                                                 |                                       |                                                           | |  |  |
|                          |                                                                 |                                       |                                                           | |  |  |

| 4 de diciembre de 2019 | Miami Heat | 93–112  | Boston Celtics |                                            |  |
|                        |            |         |                |                                            |  |
|                        |            | Reporte |                | Pabellón: TD Garden, Boston, Massachusetts |  |

| 28 de enero de 2020 | Boston Celtics | 109–101 | Miami Heat |                                                   |  |
|                     |                |         |            |                                                   |  |
|                     |                | Reporte |            | Pabellón: American Airlines Arena, Miami, Florida |  |

| 4 de agosto de 2020 | Boston Celtics | 106–112 | Miami Heat |                                                      |  |
|                     |                |         |            |                                                      |  |
|                     |                | Reporte |            | Pabellón: Complejo deportivo ESPN, Lago Bay, Florida |  |

Es la cuarta vez que se encuentran en playoffs, con Miami ganando dos de los tres previos enfrentamientos.
| 2010 | Boston Celtics | 4–1 | Miami Heat |                                          |
|      |                |     |            |                                          |
|      |                |     |            | Pabellón: 1ª ronda Conferencia Este 2010 |

| 2011 | Miami Heat | 4–1 | Boston Celtics |                                             |
|      |            |     |                |                                             |
|      |            |     |                | Pabellón: Semifinales Conferencia Este 2011 |

| 2012 | Miami Heat | 4–3 | Boston Celtics |                                         |
|      |            |     |                |                                         |
|      |            |     |                | Pabellón: Finales Conferencia Este 2012 |

## Conferencia Oeste

### Primera ronda

#### (1) Los Angeles Lakers vs. (8) Portland Trail Blazers
| 18 de agosto                  | Portland Trail Blazers                                                | 100–93                                | Los Angeles Lakers                                            | |  |  |
| 9:00 p. m.                    | Parciales: 36–25, 21–31, 21–19, 22–18                                 | Parciales: 36–25, 21–31, 21–19, 22–18 | Parciales: 36–25, 21–31, 21–19, 22–18                         | |  |  |
|                               | Estadísticas Damian Lillard 34 Jusuf Nurkić 15 Anthony, Lillard 5 c/u | Reporte Pts Reb Asts                  | Estadísticas Anthony Davis 28 LeBron James 17 LeBron James 16 | Pabellón: Complejo deportivo ESPN, Lago Bay, Florida Asistencia: 0 espectadores Árbitros: Marc Davis, Tre Maddox, James Williams Televisión: TNT |  |  |
| Portland lidera la serie, 1–0 |                                                                       |                                       |                                                               | |  |  |
|                               |                                                                       |                                       |                                                               | |  |  |

| 20 de agosto        | Portland Trail Blazers                                             | 88–111                                | Los Angeles Lakers                                            | |  |  |
| 9:00 p. m.          | Parciales: 19–27, 20–29, 19–32, 30–23                              | Parciales: 19–27, 20–29, 19–32, 30–23 | Parciales: 19–27, 20–29, 19–32, 30–23                         | |  |  |
|                     | Estadísticas Damian Lillard 18 Hassan Whiteside 9 C. J. McCollum 3 | Reporte Pts Reb Asts                  | Estadísticas Anthony Davis 31 Anthony Davis 11 LeBron James 7 | Pabellón: Complejo deportivo ESPN, Lago Bay, Florida Asistencia: 0 espectadores Árbitros: Tony Brothers, Bill Kennedy, Dedric Taylor Televisión: ESPN |  |  |
| Serie empatada, 1–1 |                                                                    |                                       |                                                               | |  |  |
|                     |                                                                    |                                       |                                                               | |  |  |

| 22 de agosto                   | Los Angeles Lakers                                              | 116–108                               | Portland Trail Blazers                                                    | |  |  |
| 8:30 p. m.                     | Parciales: 25–29, 28–28, 40–29, 23–22                           | Parciales: 25–29, 28–28, 40–29, 23–22 | Parciales: 25–29, 28–28, 40–29, 23–22                                     | |  |  |
|                                | Estadísticas LeBron James 38 LeBron James 12 Davis, James 8 c/u | Reporte Pts Reb Asts                  | Estadísticas Damian Lillard 34 McCollum, Whiteside 8 c/u Damian Lillard 7 | Pabellón: Complejo deportivo ESPN, Lago Bay, Florida Asistencia: 0 espectadores Árbitros: James Capers, Josh Tiven, Mark Ayotte Televisión: ABC |  |  |
| LA Lakers lidera la serie, 2–1 |                                                                 |                                       |                                                                           | |  |  |
|                                |                                                                 |                                       |                                                                           | |  |  |

| 24 de agosto                   | Los Angeles Lakers                                               | 135–115                               | Portland Trail Blazers                                         | |  |  |
| 9:00 p. m.                     | Parciales: 43–25, 37–26, 32–36, 23–28                            | Parciales: 43–25, 37–26, 32–36, 23–28 | Parciales: 43–25, 37–26, 32–36, 23–28                          | |  |  |
|                                | Estadísticas LeBron James 30 Howard, McGee 8 c/u LeBron James 10 | Reporte Pts Reb Asts                  | Estadísticas Jusuf Nurkić 20 Jusuf Nurkić 13 Anfernee Simons 6 | Pabellón: Complejo deportivo ESPN, Lago Bay, Florida Asistencia: 0 espectadores Árbitros: David Guthrie, Rodney Mott, Ben Taylor Televisión: TNT |  |  |
| LA Lakers lidera la serie, 3–1 |                                                                  |                                       |                                                                | |  |  |
|                                |                                                                  |                                       |                                                                | |  |  |

| 29 de agosto | Portland Trail Blazers                                          | 122–131                               | Los Angeles Lakers                                            | |  |  |
| 9:00 p. m. | Parciales: 31–35, 37–33, 24–32, 30–31                           | Parciales: 31–35, 37–33, 24–32, 30–31 | Parciales: 31–35, 37–33, 24–32, 30–31                         | |  |  |
| | Estadísticas C. J. McCollum 36 Jusuf Nurkić 10 C. J. McCollum 7 | Reporte Pts Reb Asts                  | Estadísticas Anthony Davis 43 LeBron James 10 LeBron James 10 | Pabellón: Complejo deportivo ESPN, Lago Bay, Florida Asistencia: 0 espectadores Árbitros: Marc Davis, Kevin Scott, Curtis Blair Televisión: TNT |  |  |
| LA Lakers gana la serie, 4–1 El partido originalmente programado para el 26 de agosto fue suspendido por la NBA debido a la decisión de los Milwaukee Bucks de no jugar su partido ante Orlando Magic, y la intención de los equipos de boicotear el resto de partidos de la jornada. |                                                                 |                                       |                                                               | |  |  |
| |                                                                 |                                       |                                                               | |  |  |

| 6 de diciembre de 2019 | Los Angeles Lakers | 136–113 | Portland Trail Blazers |                                         |  |
|                        |                    |         |                        |                                         |  |
|                        |                    | Reporte |                        | Pabellón: Moda Center, Portland, Oregon |  |

| 28 de diciembre de 2019 | Los Angeles Lakers | 128–120 | Portland Trail Blazers |                                         |  |
|                         |                    |         |                        |                                         |  |
|                         |                    | Reporte |                        | Pabellón: Moda Center, Portland, Oregon |  |

| 31 de enero de 2020 | Portland Trail Blazers | 127–119 | Los Angeles Lakers |                                                   |  |
|                     |                        |         |                    |                                                   |  |
|                     |                        | Reporte |                    | Pabellón: Staples Center, Los Ángeles, California |  |

Es la ocasión número 12 que se encuentran en playoffs, con los Lakers ganando 9 de los 11 enfrentamientos previos.
| 1977 | Los Angeles Lakers | 0–4 | Portland Trail Blazers |                                          |
|      |                    |     |                        |                                          |
|      |                    |     |                        | Pabellón: Finales Conferencia Oeste 1977 |

| 1983 | Los Angeles Lakers | 4–1 | Portland Trail Blazers |                                              |
|      |                    |     |                        |                                              |
|      |                    |     |                        | Pabellón: Semifinales Conferencia Oeste 1983 |

| 1985 | Los Angeles Lakers | 4–1 | Portland Trail Blazers |                                              |
|      |                    |     |                        |                                              |
|      |                    |     |                        | Pabellón: Semifinales Conferencia Oeste 1985 |

| 1989 | Los Angeles Lakers | 3–0 | Portland Trail Blazers |                                           |
|      |                    |     |                        |                                           |
|      |                    |     |                        | Pabellón: 1ª ronda Conferencia Oeste 1989 |

| 1991 | Portland Trail Blazers | 2–4 | Los Angeles Lakers |                                          |
|      |                        |     |                    |                                          |
|      |                        |     |                    | Pabellón: Finales Conferencia Oeste 1991 |

| 1992 | Portland Trail Blazers | 3–1 | Los Angeles Lakers |                                           |
|      |                        |     |                    |                                           |
|      |                        |     |                    | Pabellón: 1ª ronda Conferencia Oeste 1992 |

| 1997 | Los Angeles Lakers | 3–1 | Portland Trail Blazers |                                           |
|      |                    |     |                        |                                           |
|      |                    |     |                        | Pabellón: 1ª ronda Conferencia Oeste 1997 |

| 1998 | Los Angeles Lakers | 3–1 | Portland Trail Blazers |                                           |
|      |                    |     |                        |                                           |
|      |                    |     |                        | Pabellón: 1ª ronda Conferencia Oeste 1998 |

| 2000 | Los Angeles Lakers | 4–3 | Portland Trail Blazers |                                          |
|      |                    |     |                        |                                          |
|      |                    |     |                        | Pabellón: Finales Conferencia Oeste 2000 |

| 2001 | Los Angeles Lakers | 3–0 | Portland Trail Blazers |                                           |
|      |                    |     |                        |                                           |
|      |                    |     |                        | Pabellón: 1ª ronda Conferencia Oeste 2001 |

| 2002 | Los Angeles Lakers | 3–0 | Portland Trail Blazers |                                           |
|      |                    |     |                        |                                           |
|      |                    |     |                        | Pabellón: 1ª ronda Conferencia Oeste 2002 |

#### (2) Los Angeles Clippers vs. (7) Dallas Mavericks
| 17 de agosto                     | Dallas Mavericks                                             | 110–118                               | Los Angeles Clippers                                           | |  |  |
| 9:00 p. m.                       | Parciales: 38–34, 31–32, 13–21, 28–31                        | Parciales: 38–34, 31–32, 13–21, 28–31 | Parciales: 38–34, 31–32, 13–21, 28–31                          | |  |  |
|                                  | Estadísticas Luka Dončić 42 Boban Marjanović 8 Luka Dončić 9 | Reporte Pts Reb Asts                  | Estadísticas Kawhi Leonard 29 Kawhi Leonard 12 Kawhi Leonard 6 | Pabellón: Complejo deportivo ESPN, Lago Bay, Florida Asistencia: 0 espectadores Árbitros: Kane Fitzgerald, Eric Lewis, Mark Ayotte Televisión: ESPN |  |  |
| LA Clippers lidera la serie, 1–0 |                                                              |                                       |                                                                | |  |  |
|                                  |                                                              |                                       |                                                                | |  |  |

| 19 de agosto        | Dallas Mavericks                                               | 127–114                               | Los Angeles Clippers                                                | |  |  |
| 9:00 p. m.          | Parciales: 29–25, 32–31, 37–29, 29–29                          | Parciales: 29–25, 32–31, 37–29, 29–29 | Parciales: 29–25, 32–31, 37–29, 29–29                               | |  |  |
|                     | Estadísticas Luka Dončić 28 Maximilian Kleber 10 Luka Dončić 7 | Reporte Pts Reb Asts                  | Estadísticas Kawhi Leonard 35 George, Leonard 10 c/u Lou Williams 7 | Pabellón: Complejo deportivo ESPN, Lago Bay, Florida Asistencia: 0 espectadores Árbitros: Scott Foster, Sean Wright, Courtney Kirkland Televisión: ESPN |  |  |
| Serie empatada, 1–1 |                                                                |                                       |                                                                     | |  |  |
|                     |                                                                |                                       |                                                                     | |  |  |

| 21 de agosto                     | Los Angeles Clippers                                                | 130–122                               | Dallas Mavericks                                                        | |  |  |
| 9:00 p. m.                       | Parciales: 23–23, 45–31, 34–31, 28–37                               | Parciales: 23–23, 45–31, 34–31, 28–37 | Parciales: 23–23, 45–31, 34–31, 28–37                                   | |  |  |
|                                  | Estadísticas Kawhi Leonard 36 George, Leonard 9 c/u Kawhi Leonard 8 | Reporte Pts Reb Asts                  | Estadísticas Kristaps Porziņģis 34 Kristaps Porziņģis 13 Luka Dončić 10 | Pabellón: Complejo deportivo ESPN, Lago Bay, Florida Asistencia: 0 espectadores Árbitros: John Goble, Tony Brown, Curtis Blair Televisión: TNT |  |  |
| LA Clippers lidera la serie, 2–1 |                                                                     |                                       |                                                                         | |  |  |
|                                  |                                                                     |                                       |                                                                         | |  |  |

| 23 de agosto        | Los Angeles Clippers                                        | 133–135                                             | Dallas Mavericks                                          | |  |  |
| 3:30 p. m.          | Parciales: 34–24, 32–34, 19–35, 36–28 (T.E.: 12–14)         | Parciales: 34–24, 32–34, 19–35, 36–28 (T.E.: 12–14) | Parciales: 34–24, 32–34, 19–35, 36–28 (T.E.: 12–14)       | |  |  |
|                     | Estadísticas Lou Williams 36 Kawhi Leonard 9 Lou Williams 5 | Reporte Pts Reb Asts                                | Estadísticas Luka Dončić 43 Luka Dončić 17 Luka Dončić 13 | Pabellón: Complejo deportivo ESPN, Lago Bay, Florida Asistencia: 0 espectadores Árbitros: Zach Zarba, James Williams, Kevin Cutier Televisión: ABC |  |  |
| Serie empatada, 2–2 |                                                             |                                                     |                                                           | |  |  |
|                     |                                                             |                                                     |                                                           | |  |  |

| 25 de agosto                     | Dallas Mavericks                                                     | 111–154                               | Los Angeles Clippers                                             | |  |  |
| 9:00 p. m.                       | Parciales: 22–41, 30–35, 34–35, 25–43                                | Parciales: 22–41, 30–35, 34–35, 25–43 | Parciales: 22–41, 30–35, 34–35, 25–43                            | |  |  |
|                                  | Estadísticas Luka Dončić 22 Luka Dončić 8 Dončić, Finney-Smith 4 c/u | Reporte Pts Reb Asts                  | Estadísticas Paul George 35 Montrezl Harrell 11 Reggie Jackson 5 | Pabellón: Complejo deportivo ESPN, Lago Bay, Florida Asistencia: 0 espectadores Árbitros: Kane Fitzgerald, Pat Fraher, Tre Maddox Televisión: TNT |  |  |
| LA Clippers lidera la serie, 3–2 |                                                                      |                                       |                                                                  | |  |  |
|                                  |                                                                      |                                       |                                                                  | |  |  |

| 30 de agosto | Los Angeles Clippers                                                 | 111–97                                | Dallas Mavericks                                              | |  |  |
| 3:30 p. m. | Parciales: 29–34, 28–17, 28–23, 26–23                                | Parciales: 29–34, 28–17, 28–23, 26–23 | Parciales: 29–34, 28–17, 28–23, 26–23                         | |  |  |
| | Estadísticas Kawhi Leonard 33 Kawhi Leonard 14 George, Leonard 7 c/u | Pts Reb Asts                          | Estadísticas Luka Dončić 38 Burke, Dončić 9 c/u Luka Dončić 9 | Pabellón: Complejo deportivo ESPN, Lago Bay, Florida Asistencia: 0 espectadores Árbitros: Scott Foster, Bill Kennedy, Sean Corbin Televisión: ESPN |  |  |
| LA Clippers gana la serie, 4–2 El partido originalmente programado para el 27 de agosto fue suspendido por la NBA junto con el resto de los partidos de la jornada, esto debido a las protestas por Jacob Blake. |                                                                      |                                       |                                                               | |  |  |
| |                                                                      |                                       |                                                               | |  |  |

| 26 de noviembre de 2019 | Los Angeles Clippers | 114–99  | Dallas Mavericks |                                                   |  |
|                         |                      |         |                  |                                                   |  |
|                         |                      | Reporte |                  | Pabellón: American Airlines Center, Dallas, Texas |  |

| 21 de enero de 2020 | Los Angeles Clippers | 110–107 | Dallas Mavericks |                                                   |  |
|                     |                      |         |                  |                                                   |  |
|                     |                      | Reporte |                  | Pabellón: American Airlines Center, Dallas, Texas |  |

| 6 de agosto de 2020 | Los Angeles Clippers | 126–111 | Dallas Mavericks |                                                      |  |
|                     |                      |         |                  |                                                      |  |
|                     |                      | Reporte |                  | Pabellón: Complejo deportivo ESPN, Lago Bay, Florida |  |

Es el primer encuentro de playoffs entre estos equipos.

#### (3) Denver Nuggets vs. (6) Utah Jazz
| 17 de agosto                | Utah Jazz                                                                   | 125–135                                             | Denver Nuggets                                              | |  |  |
| 1:30 p. m.                  | Parciales: 25–31, 27–28, 31–19, 32–37 (T.E.: 10–20)                         | Parciales: 25–31, 27–28, 31–19, 32–37 (T.E.: 10–20) | Parciales: 25–31, 27–28, 31–19, 32–37 (T.E.: 10–20)         | |  |  |
|                             | Estadísticas Donovan Mitchell 57 Bradley, Mitchell 9 c/u Donovan Mitchell 7 | Reporte Pts Reb Asts                                | Estadísticas Jamal Murray 36 Nikola Jokić 10 Jamal Murray 9 | Pabellón: Complejo deportivo ESPN, Lago Bay, Florida Asistencia: 0 espectadores Árbitros: Scott Foster, Sean Wright, Curtis Blair Televisión: ESPN |  |  |
| Denver lidera la serie, 1–0 |                                                                             |                                                     |                                                             | |  |  |
|                             |                                                                             |                                                     |                                                             | |  |  |

| 19 de agosto        | Utah Jazz                                                                               | 124–105                               | Denver Nuggets                                                       | |  |  |
| 4:00 p. m.          | Parciales: 27–25, 34–23, 43–29, 20–28                                                   | Parciales: 27–25, 34–23, 43–29, 20–28 | Parciales: 27–25, 34–23, 43–29, 20–28                                | |  |  |
|                     | Estadísticas Donovan Mitchell 30 Bradley, Gobert, O'Neale 7 c/u Mitchell, O'Neale 8 c/u | Reporte Pts Reb Asts                  | Estadísticas Jokić, Porter Jr. 28 c/u Nikola Jokić 11 Nikola Jokić 6 | Pabellón: Complejo deportivo ESPN, Lago Bay, Florida Asistencia: 0 espectadores Árbitros: Zach Zarba, Pat Fraher, Michael Smith Televisión: TNT |  |  |
| Serie empatada, 1–1 |                                                                                         |                                       |                                                                      | |  |  |
|                     |                                                                                         |                                       |                                                                      | |  |  |

| 21 de agosto              | Denver Nuggets                                                         | 87–124                                | Utah Jazz                                               | |  |  |
| 4:00 p. m.                | Parciales: 14–25, 28–34, 20–35, 25–30                                  | Parciales: 14–25, 28–34, 20–35, 25–30 | Parciales: 14–25, 28–34, 20–35, 25–30                   | |  |  |
|                           | Estadísticas Nikola Jokić 15 Dozier, Plumlee 6 c/u Jokić, Murray 6 c/u | Reporte Pts Reb Asts                  | Estadísticas Mike Conley 27 Rudy Gobert 14 Joe Ingles 8 | Pabellón: Complejo deportivo ESPN, Lago Bay, Florida Asistencia: 0 espectadores Árbitros: Kane Fitzgerald, Eric Lewis, Tyler Ford Televisión: TNT |  |  |
| Utah lidera la serie, 2–1 |                                                                        |                                       |                                                         | |  |  |
|                           |                                                                        |                                       |                                                         | |  |  |

| 23 de agosto              | Denver Nuggets                                              | 127–129                               | Utah Jazz                                                          | |  |  |
| 9:00 p. m.                | Parciales: 36–33, 29–31, 24–33, 38–32                       | Parciales: 36–33, 29–31, 24–33, 38–32 | Parciales: 36–33, 29–31, 24–33, 38–32                              | |  |  |
|                           | Estadísticas Jamal Murray 50 Jamal Murray 11 Jamal Murray 7 | Reporte Pts Reb Asts                  | Estadísticas Donovan Mitchell 51 Rudy Gobert 11 Donovan Mitchell 7 | Pabellón: Complejo deportivo ESPN, Lago Bay, Florida Asistencia: 0 espectadores Árbitros: John Goble, Sean Corbin, Brian Forte Televisión: TNT |  |  |
| Utah lidera la serie, 3–1 |                                                             |                                       |                                                                    | |  |  |
|                           |                                                             |                                       |                                                                    | |  |  |

| 25 de agosto            | Utah Jazz                                                              | 107–117                               | Denver Nuggets                                             | |  |  |
| 6:30 p. m.              | Parciales: 32–33, 31–21, 23–28, 21–35                                  | Parciales: 32–33, 31–21, 23–28, 21–35 | Parciales: 32–33, 31–21, 23–28, 21–35                      | |  |  |
|                         | Estadísticas Donovan Mitchell 30 Rudy Gobert 12 Conley, Mitchell 5 c/u | Reporte Pts Reb Asts                  | Estadísticas Jamal Murray 42 Jamal Murray 8 Jamal Murray 8 | Pabellón: Complejo deportivo ESPN, Lago Bay, Florida Asistencia: 0 espectadores Árbitros: Scott Foster, Tony Brown, James Williams Televisión: TNT |  |  |
| Utah gana la serie, 3–2 |                                                                        |                                       |                                                            | |  |  |
|                         |                                                                        |                                       |                                                            | |  |  |

| 30 de agosto | Denver Nuggets                                                    | 119–107                               | Utah Jazz                                                     | |  |  |
| 8:30 p. m. | Parciales: 30–36, 31–20, 27–23, 31–28                             | Parciales: 30–36, 31–20, 27–23, 31–28 | Parciales: 30–36, 31–20, 27–23, 31–28                         | |  |  |
| | Estadísticas Jamal Murray 50 Michael Porter Jr. 12 Nikola Jokić 9 | Reporte Pts Reb Asts                  | Estadísticas Donovan Mitchell 44 Rudy Gobert 11 Mike Conley 6 | Pabellón: Complejo deportivo ESPN, Lago Bay, Florida Asistencia: 0 espectadores Árbitros: Zach Zarba, Sean Wright, Courtney Kirkland Televisión: TNT |  |  |
| Serie empatada, 3–3 El partido originalmente programado para el 27 de agosto fue suspendido por la NBA junto con el resto de los partidos de la jornada, esto debido a las protestas por Jacob Blake. |                                                                   |                                       |                                                               | |  |  |
| |                                                                   |                                       |                                                               | |  |  |

| 1 de septiembre           | Utah Jazz                                                     | 78–80                                 | Denver Nuggets                                              | |  |  |
| 8:30 p. m.                | Parciales: 21–26, 15–24, 24–15, 18–15                         | Parciales: 21–26, 15–24, 24–15, 18–15 | Parciales: 21–26, 15–24, 24–15, 18–15                       | |  |  |
|                           | Estadísticas Donovan Mitchell 22 Rudy Gobert 18 Mike Conley 7 | Reporte Pts Reb Asts                  | Estadísticas Nikola Jokić 30 Nikola Jokić 14 Monté Morris 5 | Pabellón: Complejo deportivo ESPN, Lago Bay, Florida Asistencia: 0 espectadores Árbitros: James Capers, David Guthrie, Bill Kennedy Televisión: ABC |  |  |
| Denver gana la serie, 4–3 |                                                               |                                       |                                                             | |  |  |
|                           |                                                               |                                       |                                                             | |  |  |

| 30 de enero de 2020 | Utah Jazz | 100–106 | Denver Nuggets |                                          |  |
|                     |           |         |                |                                          |  |
|                     |           | Reporte |                | Pabellón: Pepsi Center, Denver, Colorado |  |

| 5 de febrero de 2020 | Denver Nuggets | 98–95   | Utah Jazz |                                                         |  |
|                      |                |         |           |                                                         |  |
|                      |                | Reporte |           | Pabellón: Vivint Smart Home Arena, Salt Lake City, Utah |  |

| 8 de agosto de 2020 | Utah Jazz | 132–134 | Denver Nuggets (2OT) |                                                      |  |
|                     |           |         |                      |                                                      |  |
|                     |           | Reporte |                      | Pabellón: Complejo deportivo ESPN, Lago Bay, Florida |  |

Es la quinta ocasión que se encuentran en playoffs, con Utah ganando 3 de los 4 enfrentamientos previos.
| 1984 | Utah Jazz | 3–2 | Denver Nuggets |                                           |
|      |           |     |                |                                           |
|      |           |     |                | Pabellón: 1ª ronda Conferencia Oeste 1984 |

| 1985 | Denver Nuggets | 4–1 | Utah Jazz |                                              |
|      |                |     |           |                                              |
|      |                |     |           | Pabellón: Semifinales Conferencia Oeste 1985 |

| 1994 | Utah Jazz | 4–3 | Denver Nuggets |                                              |
|      |           |     |                |                                              |
|      |           |     |                | Pabellón: Semifinales Conferencia Oeste 1994 |

| 2010 | Denver Nuggets | 2–4 | Utah Jazz |                                           |
|      |                |     |           |                                           |
|      |                |     |           | Pabellón: 1ª ronda Conferencia Oeste 2010 |

#### (4) Houston Rockets vs. (5) Oklahoma City Thunder
| 18 de agosto                 | Oklahoma City Thunder                                         | 108–123                               | Houston Rockets                                             | |  |  |
| 6:30 p. m.                   | Parciales: 20–28, 32–40, 31–36, 25–19                         | Parciales: 20–28, 32–40, 31–36, 25–19 | Parciales: 20–28, 32–40, 31–36, 25–19                       | |  |  |
|                              | Estadísticas Danilo Gallinari 29 Steven Adams 12 Chris Paul 9 | Reporte Pts Reb Asts                  | Estadísticas James Harden 37 James Harden 11 Danuel House 5 | Pabellón: Complejo deportivo ESPN, Lago Bay, Florida Asistencia: 0 espectadores Árbitros: James Capers, Josh Tiven, Derrick Collins Televisión: TNT |  |  |
| Houston lidera la serie, 1–0 |                                                               |                                       |                                                             | |  |  |
|                              |                                                               |                                       |                                                             | |  |  |

| 20 de agosto                 | Oklahoma City Thunder                                                     | 98–111                                | Houston Rockets                                            | |  |  |
| 1:00 p. m.                   | Parciales: 30–35, 29–18, 19–24, 20–34                                     | Parciales: 30–35, 29–18, 19–24, 20–34 | Parciales: 30–35, 29–18, 19–24, 20–34                      | |  |  |
|                              | Estadísticas Shai Gilgeous-Alexander 31 Steven Adams 11 Dennis Schröder 5 | Reporte Pts Reb Asts                  | Estadísticas James Harden 21 Danuel House 9 James Harden 9 | Pabellón: Complejo deportivo ESPN, Lago Bay, Florida Asistencia: 0 espectadores Árbitros: Marc Davis, Kevin Scott, Gediminas Petraitis Televisión: ESPN |  |  |
| Houston lidera la serie, 2–0 |                                                                           |                                       |                                                            | |  |  |
|                              |                                                                           |                                       |                                                            | |  |  |

| 22 de agosto                 | Houston Rockets                                             | 107–119                                            | Oklahoma City Thunder                                                     | |  |  |
| 3:30 p. m.                   | Parciales: 29–23, 34–34, 19–21, 22–26 (T.E.: 3–15)          | Parciales: 29–23, 34–34, 19–21, 22–26 (T.E.: 3–15) | Parciales: 29–23, 34–34, 19–21, 22–26 (T.E.: 3–15)                        | |  |  |
|                              | Estadísticas James Harden 38 Danuel House 10 James Harden 8 | Reporte Pts Reb Asts                               | Estadísticas Dennis Schröder 29 Steven Adams 13 Shai Gilgeous-Alexander 6 | Pabellón: Complejo deportivo ESPN, Lago Bay, Florida Asistencia: 0 espectadores Árbitros: David Guthrie, Ed Malloy, Leon Wood Televisión: ESPN |  |  |
| Houston lidera la serie, 2–1 |                                                             |                                                    |                                                                           | |  |  |
|                              |                                                             |                                                    |                                                                           | |  |  |

| 24 de agosto        | Houston Rockets                                             | 114–117                               | Oklahoma City Thunder                                                                | |  |  |
| 4:00 p. m.          | Parciales: 37–35, 23–25, 33–32, 21–25                       | Parciales: 37–35, 23–25, 33–32, 21–25 | Parciales: 37–35, 23–25, 33–32, 21–25                                                | |  |  |
|                     | Estadísticas James Harden 32 P.J. Tucker 11 James Harden 15 | Reporte Pts Reb Asts                  | Estadísticas Dennis Schröder 30 Shai Gilgeous-Alexander 12 Shai Gilgeous-Alexander 6 | Pabellón: Complejo deportivo ESPN, Lago Bay, Florida Asistencia: 0 espectadores Árbitros: Tony Brothers, Bill Kennedy, Tyler Ford Televisión: TNT |  |  |
| Serie empatada, 2–2 |                                                             |                                       |                                                                                      | |  |  |
|                     |                                                             |                                       |                                                                                      | |  |  |

| 29 de agosto | Oklahoma City Thunder                                                     | 80–114                                | Houston Rockets                                                | |  |  |
| 6:30 p. m. | Parciales: 14–24, 31–24, 18–37, 17–29                                     | Parciales: 14–24, 31–24, 18–37, 17–29 | Parciales: 14–24, 31–24, 18–37, 17–29                          | |  |  |
| | Estadísticas Dennis Schröder 19 Steven Adams 14 Shai Gilgeous-Alexander 4 | Reporte Pts Reb Asts                  | Estadísticas James Harden 31 Jeff Green 10 Russell Westbrook 7 | Pabellón: Complejo deportivo ESPN, Lago Bay, Florida Asistencia: 0 espectadores Árbitros: James Capers, Eric Lewis, Rodney Mott Televisión: TNT |  |  |
| Houston lidera la serie, 3–2 El partido originalmente programado para el 26 de agosto fue suspendido por la NBA debido a la decisión de los Milwaukee Bucks de no jugar su partido ante Orlando Magic, y la intención de los equipos de boicotear el resto de partidos de la jornada. |                                                                           |                                       |                                                                | |  |  |
| |                                                                           |                                       |                                                                | |  |  |

| 31 de agosto        | Houston Rockets                                            | 100–104                               | Oklahoma City Thunder                                                | |  |  |
| 9:00 p. m.          | Parciales: 25–24, 26–24, 24–29, 25–27                      | Parciales: 25–24, 26–24, 24–29, 25–27 | Parciales: 25–24, 26–24, 24–29, 25–27                                | |  |  |
|                     | Estadísticas James Harden 32 P.J. Tucker 11 James Harden 7 | Reporte Pts Reb Asts                  | Estadísticas Chris Paul 28 Steven Adams 14 Shai Gilgeous-Alexander 6 | Pabellón: Complejo deportivo ESPN, Lago Bay, Florida Asistencia: 0 espectadores Árbitros: Marc Davis, Josh Tiven, Kevin Scott Televisión: TNT |  |  |
| Serie empatada, 3–3 |                                                            |                                       |                                                                      | |  |  |
|                     |                                                            |                                       |                                                                      | |  |  |

| 2 de septiembre            | Oklahoma City Thunder                                     | 102–104                               | Houston Rockets                                                          | |  |  |
| 9:00 p. m.                 | Parciales: 30–29, 29–32, 21–24, 22–19                     | Parciales: 30–29, 29–32, 21–24, 22–19 | Parciales: 30–29, 29–32, 21–24, 22–19                                    | |  |  |
|                            | Estadísticas Luguentz Dort 30 Chris Paul 11 Chris Paul 12 | Reporte Pts Reb Asts                  | Estadísticas Covington, Gordon 21 c/u Robert Covington 10 James Harden 9 | Pabellón: Complejo deportivo ESPN, Lago Bay, Florida Asistencia: 0 espectadores Árbitros: Scott Foster, Pat Fraher, Tony Brown Televisión: ESPN |  |  |
| Houston gana la serie, 4–3 |                                                           |                                       |                                                                          | |  |  |
|                            |                                                           |                                       |                                                                          | |  |  |

| 28 de octubre de 2019 | Oklahoma City Thunder | 112–116 | Houston Rockets |                                         |  |
|                       |                       |         |                 |                                         |  |
|                       |                       | Reporte |                 | Pabellón: Toyota Center, Houston, Texas |  |

| 9 de enero de 2020 | Houston Rockets | 92–113  | Oklahoma City Thunder |                                                            |  |
|                    |                 |         |                       |                                                            |  |
|                    |                 | Reporte |                       | Pabellón: Chesapeake Energy Arena, Oklahoma City, Oklahoma |  |

| 20 de enero de 2020 | Oklahoma City Thunder | 112–107 | Houston Rockets |                                         |  |
|                     |                       |         |                 |                                         |  |
|                     |                       | Reporte |                 | Pabellón: Toyota Center, Houston, Texas |  |

Es la novena ocasión que se encuentran en playoffs, con los Thunder/SuperSonics ganando 6 de los 8 enfrentamientos previos.
| 1982 | Oklahoma City Thunder | 2–1 | Houston Rockets |                                           |
|      |                       |     |                 |                                           |
|      |                       |     |                 | Pabellón: 1ª ronda Conferencia Oeste 1982 |

| 1987 | Houston Rockets | 2–4 | Oklahoma City Thunder |                                              |
|      |                 |     |                       |                                              |
|      |                 |     |                       | Pabellón: Semifinales Conferencia Oeste 1987 |

| 1989 | Oklahoma City Thunder | 3–0 | Houston Rockets |                                           |
|      |                       |     |                 |                                           |
|      |                       |     |                 | Pabellón: 1ª ronda Conferencia Oeste 1989 |

| 1993 | Oklahoma City Thunder | 4–3 | Houston Rockets |                                              |
|      |                       |     |                 |                                              |
|      |                       |     |                 | Pabellón: Semifinales Conferencia Oeste 1993 |

| 1996 | Oklahoma City Thunder | 4–0 | Houston Rockets |                                              |
|      |                       |     |                 |                                              |
|      |                       |     |                 | Pabellón: Semifinales Conferencia Oeste 1996 |

| 1997 | Oklahoma City Thunder | 3–4 | Houston Rockets |                                              |
|      |                       |     |                 |                                              |
|      |                       |     |                 | Pabellón: Semifinales Conferencia Oeste 1997 |

| 2013 | Oklahoma City Thunder | 4–2 | Houston Rockets |                                           |
|      |                       |     |                 |                                           |
|      |                       |     |                 | Pabellón: 1ª ronda Conferencia Oeste 2013 |

| 2017 | Houston Rockets | 4–1 | Oklahoma City Thunder |                                           |
|      |                 |     |                       |                                           |
|      |                 |     |                       | Pabellón: 1ª ronda Conferencia Oeste 2017 |

### Semifinales de Conferencia

#### (1) Los Angeles Lakers vs. (4) Houston Rockets
| 4 de septiembre              | Houston Rockets                                                          | 112–97                                | Los Angeles Lakers                                            | |  |  |
| 9:00 p. m.                   | Parciales: 29–28, 34–27, 22–24, 27–18                                    | Parciales: 29–28, 34–27, 22–24, 27–18 | Parciales: 29–28, 34–27, 22–24, 27–18                         | |  |  |
|                              | Estadísticas James Harden 36 Tucker, Westbrook 9 c/u Russell Westbrook 6 | Reporte Pts Reb Asts                  | Estadísticas Anthony Davis 25 Anthony Davis 14 LeBron James 7 | Pabellón: Complejo deportivo ESPN, Lago Bay, Florida Asistencia: 0 espectadores Árbitros: Kane Fitzgerald, Sean Wright, Ben Taylor Televisión: ESPN |  |  |
| Houston lidera la serie, 1–0 |                                                                          |                                       |                                                               | |  |  |
|                              |                                                                          |                                       |                                                               | |  |  |

| 6 de septiembre     | Houston Rockets                                                  | 109–117                               | Los Angeles Lakers                                               | |  |  |
| 8:30 p. m.          | Parciales: 20–36, 31–31, 41–23, 17–27                            | Parciales: 20–36, 31–31, 41–23, 17–27 | Parciales: 20–36, 31–31, 41–23, 17–27                            | |  |  |
|                     | Estadísticas James Harden 27 Russell Westbrook 13 James Harden 7 | Reporte Pts Reb Asts                  | Estadísticas Anthony Davis 34 LeBron James 11 James, Rondo 9 c/u | Pabellón: Complejo deportivo ESPN, Lago Bay, Florida Asistencia: 0 espectadores Árbitros: Scott Foster, Josh Tiven, Curtis Blair Televisión: ABC |  |  |
| Serie empatada, 1–1 |                                                                  |                                       |                                                                  | |  |  |
|                     |                                                                  |                                       |                                                                  | |  |  |

| 8 de septiembre                | Los Angeles Lakers                                          | 112–102                               | Houston Rockets                                            | |  |  |
| 9:00 p. m.                     | Parciales: 32–33, 29–31, 21–18, 30–20                       | Parciales: 32–33, 29–31, 21–18, 30–20 | Parciales: 32–33, 29–31, 21–18, 30–20                      | |  |  |
|                                | Estadísticas LeBron James 36 Anthony Davis 15 Rajon Rondo 9 | Reporte Pts Reb Asts                  | Estadísticas James Harden 33 James Harden 9 James Harden 9 | Pabellón: Complejo deportivo ESPN, Lago Bay, Florida Asistencia: 0 espectadores Árbitros: Marc Davis, Pat Fraher, Tre Maddox Televisión: TNT |  |  |
| LA Lakers lidera la serie, 2–1 |                                                             |                                       |                                                            | |  |  |
|                                |                                                             |                                       |                                                            | |  |  |

| 10 de septiembre               | Los Angeles Lakers                                           | 110–100                               | Houston Rockets                                                | |  |  |
| 9:00 p. m.                     | Parciales: 26–22, 31–19, 29–29, 24–30                        | Parciales: 26–22, 31–19, 29–29, 24–30 | Parciales: 26–22, 31–19, 29–29, 24–30                          | |  |  |
|                                | Estadísticas Anthony Davis 29 LeBron James 15 LeBron James 9 | Reporte Pts Reb Asts                  | Estadísticas Russell Westbrook 25 Jeff Green 7 James Harden 10 | Pabellón: Complejo deportivo ESPN, Lago Bay, Florida Asistencia: 0 espectadores Árbitros: James Capers, Tony Brown, Courtney Kirkland Televisión: TNT |  |  |
| LA Lakers lidera la serie, 3–1 |                                                              |                                       |                                                                | |  |  |
|                                |                                                              |                                       |                                                                | |  |  |

| 12 de septiembre             | Houston Rockets                                                 | 96–119                                | Los Angeles Lakers                                              | |  |  |
| 8:00 p. m.                   | Parciales: 20–35, 31–27, 18–33, 27–24                           | Parciales: 20–35, 31–27, 18–33, 27–24 | Parciales: 20–35, 31–27, 18–33, 27–24                           | |  |  |
|                              | Estadísticas James Harden 30 James Harden 6 Russell Westbrook 6 | Reporte Pts Reb Asts                  | Estadísticas LeBron James 29 Davis, James 11 c/u LeBron James 7 | Pabellón: Complejo deportivo ESPN, Lago Bay, Florida Asistencia: 0 espectadores Árbitros: John Goble, Eric Lewis, Bill Kennedy Televisión: ESPN |  |  |
| LA Lakers gana la serie, 4–1 |                                                                 |                                       |                                                                 | |  |  |
|                              |                                                                 |                                       |                                                                 | |  |  |

| 18 de enero de 2020 | Los Angeles Lakers | 124–115 | Houston Rockets |                                         |  |
|                     |                    |         |                 |                                         |  |
|                     |                    | Reporte |                 | Pabellón: Toyota Center, Houston, Texas |  |

| 6 de febrero de 2020 | Houston Rockets | 121–111 | Los Angeles Lakers |                                                   |  |
|                      |                 |         |                    |                                                   |  |
|                      |                 | Reporte |                    | Pabellón: Staples Center, Los Ángeles, California |  |

| 6 de agosto de 2020 | Los Angeles Lakers | 97–113  | Houston Rockets |                                                      |  |
|                     |                    |         |                 |                                                      |  |
|                     |                    | Reporte |                 | Pabellón: Complejo deportivo ESPN, Lago Bay, Florida |  |

Es la novena vez que se encuentran en playoffs, los Lakers han ganado cinco duelos previos.
| 1981 | Los Angeles Lakers | 1–2 | Houston Rockets |                                           |
|      |                    |     |                 |                                           |
|      |                    |     |                 | Pabellón: 1ª ronda Conferencia Oeste 1981 |

| 1986 | Los Angeles Lakers | 1–4 | Houston Rockets |                                          |
|      |                    |     |                 |                                          |
|      |                    |     |                 | Pabellón: Finales Conferencia Oeste 1986 |

| 1990 | Los Angeles Lakers | 3–1 | Houston Rockets |                                           |
|      |                    |     |                 |                                           |
|      |                    |     |                 | Pabellón: 1ª ronda Conferencia Oeste 1990 |

| 1991 | Los Angeles Lakers | 3–0 | Houston Rockets |                                           |
|      |                    |     |                 |                                           |
|      |                    |     |                 | Pabellón: 1ª ronda Conferencia Oeste 1991 |

| 1996 | Los Angeles Lakers | 1–3 | Houston Rockets |                                           |
|      |                    |     |                 |                                           |
|      |                    |     |                 | Pabellón: 1ª ronda Conferencia Oeste 1996 |

| 1999 | Los Angeles Lakers | 3–1 | Houston Rockets |                                           |
|      |                    |     |                 |                                           |
|      |                    |     |                 | Pabellón: 1ª ronda Conferencia Oeste 1999 |

| 2004 | Los Angeles Lakers | 4–1 | Houston Rockets |                                           |
|      |                    |     |                 |                                           |
|      |                    |     |                 | Pabellón: 1ª ronda Conferencia Oeste 2004 |

| 2009 | Los Angeles Lakers | 4–3 | Houston Rockets |                                              |
|      |                    |     |                 |                                              |
|      |                    |     |                 | Pabellón: Semifinales Conferencia Oeste 2009 |

#### (2) Los Angeles Clippers vs. (3) Denver Nuggets
| 3 de septiembre                  | Denver Nuggets                                             | 97–120                                | Los Angeles Clippers                                                            | |  |  |
| 9:00 p. m.                       | Parciales: 31–31, 20–38, 16–22, 30–29                      | Parciales: 31–31, 20–38, 16–22, 30–29 | Parciales: 31–31, 20–38, 16–22, 30–29                                           | |  |  |
|                                  | Estadísticas Nikola Jokić 15 Paul Millsap 9 Jamal Murray 6 | Reporte Pts Reb Asts                  | Estadísticas Kawhi Leonard 29 George, Green, Zubac 7 c/u George, Williams 4 c/u | Pabellón: Complejo deportivo ESPN, Lago Bay, Florida Asistencia: 0 espectadores Árbitros: Zach Zarba, Eric Lewis, James Williams Televisión: TNT |  |  |
| LA Clippers lidera la serie, 1–0 |                                                            |                                       |                                                                                 | |  |  |
|                                  |                                                            |                                       |                                                                                 | |  |  |

| 5 de septiembre     | Denver Nuggets                                              | 110–101                               | Los Angeles Clippers                                          | |  |  |
| 9:00 p. m.          | Parciales: 44–25, 28–31, 17–21, 21–24                       | Parciales: 44–25, 28–31, 17–21, 21–24 | Parciales: 44–25, 28–31, 17–21, 21–24                         | |  |  |
|                     | Estadísticas Nikola Jokić 27 Nikola Jokić 18 Jamal Murray 6 | Reporte Pts Reb Asts                  | Estadísticas Paul George 22 JaMychal Green 11 Kawhi Leonard 8 | Pabellón: Complejo deportivo ESPN, Lago Bay, Florida Asistencia: 0 espectadores Árbitros: James Capers, Pat Fraher, Tre Maddox Televisión: TNT |  |  |
| Serie empatada, 1–1 |                                                             |                                       |                                                               | |  |  |
|                     |                                                             |                                       |                                                               | |  |  |

| 7 de septiembre                  | Los Angeles Clippers                                         | 113–107                               | Denver Nuggets                                              | |  |  |
| 9:00 p. m.                       | Parciales: 33–32, 24–27, 27–29, 29–19                        | Parciales: 33–32, 24–27, 27–29, 29–19 | Parciales: 33–32, 24–27, 27–29, 29–19                       | |  |  |
|                                  | Estadísticas Paul George 32 Kawhi Leonard 14 Kawhi Leonard 6 | Reporte Pts Reb Asts                  | Estadísticas Nikola Jokić 32 Nikola Jokić 12 Jamal Murray 9 | Pabellón: Complejo deportivo ESPN, Lago Bay, Florida Asistencia: 0 espectadores Árbitros: John Goble, Tony Brown, Ed Malloy Televisión: TNT |  |  |
| LA Clippers lidera la serie, 2–1 |                                                              |                                       |                                                             | |  |  |
|                                  |                                                              |                                       |                                                             | |  |  |

| 9 de septiembre                  | Los Angeles Clippers                                           | 96–85                                 | Denver Nuggets                                              | |  |  |
| 9:00 p. m.                       | Parciales: 26–12, 22–28, 25–23, 23–22                          | Parciales: 26–12, 22–28, 25–23, 23–22 | Parciales: 26–12, 22–28, 25–23, 23–22                       | |  |  |
|                                  | Estadísticas Kawhi Leonard 30 Kawhi Leonard 11 Kawhi Leonard 9 | Reporte Pts Reb Asts                  | Estadísticas Nikola Jokić 26 Nikola Jokić 11 Jamal Murray 7 | Pabellón: Complejo deportivo ESPN, Lago Bay, Florida Asistencia: 0 espectadores Árbitros: Scott Foster, David Guthrie, Bill Kennedy Televisión: ESPN |  |  |
| LA Clippers lidera la serie, 3–1 |                                                                |                                       |                                                             | |  |  |
|                                  |                                                                |                                       |                                                             | |  |  |

| 11 de septiembre                 | Denver Nuggets                                              | 111–105                               | Los Angeles Clippers                                             | |  |  |
| 6:30 p. m.                       | Parciales: 23–28, 21–28, 29–24, 38–25                       | Parciales: 23–28, 21–28, 29–24, 38–25 | Parciales: 23–28, 21–28, 29–24, 38–25                            | |  |  |
|                                  | Estadísticas Jamal Murray 26 Nikola Jokić 14 Jamal Murray 7 | Reporte Pts Reb Asts                  | Estadísticas Kawhi Leonard 36 Leonard, Zubac 9 c/u Paul George 6 | Pabellón: Complejo deportivo ESPN, Lago Bay, Florida Asistencia: 0 espectadores Árbitros: Marc Davis, Tony Brothers, Kevin Scott Televisión: TNT |  |  |
| LA Clippers lidera la serie, 3–2 |                                                             |                                       |                                                                  | |  |  |
|                                  |                                                             |                                       |                                                                  | |  |  |

| 13 de septiembre    | Los Angeles Clippers                                       | 98–111                                | Denver Nuggets                                              | |  |  |
| 1:00 p. m.          | Parciales: 34–26, 29–21, 16–30, 19–34                      | Parciales: 34–26, 29–21, 16–30, 19–34 | Parciales: 34–26, 29–21, 16–30, 19–34                       | |  |  |
|                     | Estadísticas Paul George 33 Ivica Zubac 12 Kawhi Leonard 5 | Reporte Pts Reb Asts                  | Estadísticas Nikola Jokić 34 Nikola Jokić 14 Nikola Jokić 7 | Pabellón: Complejo deportivo ESPN, Lago Bay, Florida Asistencia: 0 espectadores Árbitros: Kane Fitzgerald, Josh Tiven, Tre Maddox Televisión: ESPN |  |  |
| Serie empatada, 3–3 |                                                            |                                       |                                                             | |  |  |
|                     |                                                            |                                       |                                                             | |  |  |

| 15 de septiembre          | Denver Nuggets                                               | 104–89                                | Los Angeles Clippers                                                                            | |  |  |
| 9:00 p. m.                | Parciales: 24–24, 30–32, 28–18, 22–15                        | Parciales: 24–24, 30–32, 28–18, 22–15 | Parciales: 24–24, 30–32, 28–18, 22–15                                                           | |  |  |
|                           | Estadísticas Jamal Murray 40 Nikola Jokić 22 Nikola Jokić 13 | Reporte Pts Reb Asts                  | Estadísticas Montrezl Harrell 20 Green, Leonard, Morris 6 c/u Beverley, Leonard, Williams 6 c/u | Pabellón: Complejo deportivo ESPN, Lago Bay, Florida Asistencia: 0 espectadores Árbitros: James Capers, John Goble, Eric Lewis Televisión: ESPN |  |  |
| Denver gana la serie, 4–3 |                                                              |                                       |                                                                                                 | |  |  |
|                           |                                                              |                                       |                                                                                                 | |  |  |

| 10 de octubre de 2019 | Denver Nuggets | 111–91  | Los Angeles Clippers |                                                   |  |
|                       |                |         |                      |                                                   |  |
|                       |                | Reporte |                      | Pabellón: Staples Center, Los Ángeles, California |  |

| 12 de enero de 2020 | Los Angeles Clippers | 104–114 | Denver Nuggets |                                          |  |
|                     |                      |         |                |                                          |  |
|                     |                      | Reporte |                | Pabellón: Pepsi Center, Denver, Colorado |  |

| 28 de febrero de 2020 | Denver Nuggets | 103–132 | Los Angeles Clippers |                                                   |  |
|                       |                |         |                      |                                                   |  |
|                       |                | Reporte |                      | Pabellón: Staples Center, Los Ángeles, California |  |

| 12 de agosto de 2020 | Los Angeles Clippers | 124–111 | Denver Nuggets |                                                      |  |
|                      |                      |         |                |                                                      |  |
|                      |                      | Reporte |                | Pabellón: Complejo deportivo ESPN, Lago Bay, Florida |  |

Es la segunda vez que se encuentran en playoffs, donde los Clippers ganaron el primer enfrentamiento.
| \| 2006 \| Denver Nuggets \| 1–4 \| Los Angeles Clippers \| \| \| \| \| \| \| \| \| \| \| \| \| Pabellón: 1ª ronda Conferencia Oeste 2006 \| |                |     |                      |                                           |
| 2006 | Denver Nuggets | 1–4 | Los Angeles Clippers |                                           |
| |                |     |                      |                                           |
| |                |     |                      | Pabellón: 1ª ronda Conferencia Oeste 2006 |

### Finales de Conferencia

#### (1) Los Angeles Lakers vs. (3) Denver Nuggets
| 18 de septiembre               | Denver Nuggets                                                         | 114–126                               | Los Angeles Lakers                                             | |  |  |
| 9:00 p. m.                     | Parciales: 38–36, 21–34, 20–33, 35–23                                  | Parciales: 38–36, 21–34, 20–33, 35–23 | Parciales: 38–36, 21–34, 20–33, 35–23                          | |  |  |
|                                | Estadísticas Jokić, Murray 21 c/u Michael Porter Jr. 10 Jamal Murray 5 | Reporte Pts Reb Asts                  | Estadísticas Anthony Davis 37 Anthony Davis 10 LeBron James 12 | Pabellón: Complejo deportivo ESPN, Lago Bay, Florida Asistencia: 0 espectadores Árbitros: Scott Foster, Tony Brothers, Courtney Kirkland Televisión: TNT |  |  |
| LA Lakers lidera la serie, 1–0 |                                                                        |                                       |                                                                | |  |  |
|                                |                                                                        |                                       |                                                                | |  |  |

| 20 de septiembre               | Denver Nuggets                                             | 103–105                               | Los Angeles Lakers                                          | |  |  |
| 7:30 p. m.                     | Parciales: 21–29, 29–31, 28–22, 25–23                      | Parciales: 21–29, 29–31, 28–22, 25–23 | Parciales: 21–29, 29–31, 28–22, 25–23                       | |  |  |
|                                | Estadísticas Nikola Jokić 30 Paul Millsap 8 Nikola Jokić 9 | Reporte Pts Reb Asts                  | Estadísticas Anthony Davis 31 LeBron James 11 Rajon Rondo 9 | Pabellón: Complejo deportivo ESPN, Lago Bay, Florida Asistencia: 0 espectadores Árbitros: John Goble, Josh Tiven, Bill Kennedy Televisión: TNT |  |  |
| LA Lakers lidera la serie, 2–0 |                                                            |                                       |                                                             | |  |  |
|                                |                                                            |                                       |                                                             | |  |  |

| 22 de septiembre               | Los Angeles Lakers                                           | 106–114                               | Denver Nuggets                                               | |  |  |
| 9:00 p. m.                     | Parciales: 27–29, 26–34, 22–30, 31–21                        | Parciales: 27–29, 26–34, 22–30, 31–21 | Parciales: 27–29, 26–34, 22–30, 31–21                        | |  |  |
|                                | Estadísticas LeBron James 30 LeBron James 10 LeBron James 11 | Reporte Pts Reb Asts                  | Estadísticas Jamal Murray 28 Nikola Jokić 10 Jamal Murray 12 | Pabellón: Complejo deportivo ESPN, Lago Bay, Florida Asistencia: 0 espectadores Árbitros: Marc Davis, Kane Fitzgerald, Kevin Scott Televisión: TNT |  |  |
| LA Lakers lidera la serie, 2–1 |                                                              |                                       |                                                              | |  |  |
|                                |                                                              |                                       |                                                              | |  |  |

| 24 de septiembre               | Los Angeles Lakers                                            | 114–108                               | Denver Nuggets                                                   | |  |  |
| 9:00 p. m.                     | Parciales: 37–30, 23–25, 27–29, 27–24                         | Parciales: 37–30, 23–25, 27–29, 27–24 | Parciales: 37–30, 23–25, 27–29, 27–24                            | |  |  |
|                                | Estadísticas Anthony Davis 34 Dwight Howard 11 LeBron James 8 | Reporte Pts Reb Asts                  | Estadísticas Jamal Murray 32 Michael Porter Jr. 8 Jamal Murray 8 | Pabellón: Complejo deportivo ESPN, Lago Bay, Florida Asistencia: 0 espectadores Árbitros: James Capers, David Guthrie, Rodney Mott Televisión: TNT |  |  |
| LA Lakers lidera la serie, 3–1 |                                                               |                                       |                                                                  | |  |  |
|                                |                                                               |                                       |                                                                  | |  |  |

| 26 de septiembre             | Denver Nuggets                                                 | 107–117                               | Los Angeles Lakers                                           | |  |  |
| 9:00 p. m.                   | Parciales: 30–33, 21–28, 33–26, 23–30                          | Parciales: 30–33, 21–28, 33–26, 23–30 | Parciales: 30–33, 21–28, 33–26, 23–30                        | |  |  |
|                              | Estadísticas Grant, Jokić 20 c/u Jerami Grant 9 Jamal Murray 8 | Reporte Pts Reb Asts                  | Estadísticas LeBron James 38 LeBron James 16 LeBron James 10 | Pabellón: Complejo deportivo ESPN, Lago Bay, Florida Asistencia: 0 espectadores Árbitros: Zach Zarba, Eric Lewis, Tony Brown Televisión: TNT |  |  |
| LA Lakers gana la serie, 4–1 |                                                                |                                       |                                                              | |  |  |
|                              |                                                                |                                       |                                                              | |  |  |

| 3 de diciembre de 2019 | Los Angeles Lakers | 105–96  | Denver Nuggets |                                          |  |
|                        |                    |         |                |                                          |  |
|                        |                    | Reporte |                | Pabellón: Pepsi Center, Denver, Colorado |  |

| 22 de diciembre de 2019 | Denver Nuggets | 128–104 | Los Angeles Lakers |                                                   |  |
|                         |                |         |                    |                                                   |  |
|                         |                | Reporte |                    | Pabellón: Staples Center, Los Ángeles, California |  |

| 12 de febrero de 2020 | Los Angeles Lakers | 120–116 | Denver Nuggets (OT) |                                          |  |
|                       |                    |         |                     |                                          |  |
|                       |                    | Reporte |                     | Pabellón: Pepsi Center, Denver, Colorado |  |

| 10 de agosto de 2020 | Denver Nuggets | 121–124 | Los Angeles Lakers |                                                      |  |
|                      |                |         |                    |                                                      |  |
|                      |                | Reporte |                    | Pabellón: Complejo deportivo ESPN, Lago Bay, Florida |  |

Es la séptima vez que se encuentran en playoffs, donde los Lakers están invictos ante los Nuggets.
| 1979 | Denver Nuggets | 1–2 | Los Angeles Lakers |                                           |
|      |                |     |                    |                                           |
|      |                |     |                    | Pabellón: 1ª ronda Conferencia Oeste 1979 |

| 1985 | Los Angeles Lakers | 4–1 | Denver Nuggets |                                          |
|      |                    |     |                |                                          |
|      |                    |     |                | Pabellón: Finales Conferencia Oeste 1985 |

| 1987 | Los Angeles Lakers | 3–0 | Denver Nuggets |                                           |
|      |                    |     |                |                                           |
|      |                    |     |                | Pabellón: 1ª ronda Conferencia Oeste 1987 |

| 2008 | Los Angeles Lakers | 4–0 | Denver Nuggets |                                           |
|      |                    |     |                |                                           |
|      |                    |     |                | Pabellón: 1ª ronda Conferencia Oeste 2008 |

| 2009 | Los Angeles Lakers | 4–2 | Denver Nuggets |                                          |
|      |                    |     |                |                                          |
|      |                    |     |                | Pabellón: Finales Conferencia Oeste 2009 |

| 2012 | Los Angeles Lakers | 4–3 | Denver Nuggets |                                           |
|      |                    |     |                |                                           |
|      |                    |     |                | Pabellón: 1ª ronda Conferencia Oeste 2012 |

## Finales de la NBA: (O1) Los Angeles Lakers vs. (E5) Miami Heat
| 30 de septiembre               | Miami Heat                                                                 | 98–116                                | Los Angeles Lakers                                           | |  |  |
| 9:00 p. m.                     | Parciales: 28–31, 20–34, 19–28, 31–23                                      | Parciales: 28–31, 20–34, 19–28, 31–23 | Parciales: 28–31, 20–34, 19–28, 31–23                        | |  |  |
|                                | Estadísticas Jimmy Butler 23 Iguodala, Nunn, Olynyk 5 c/u Andre Iguodala 6 | Reporte Pts Reb Asts                  | Estadísticas Anthony Davis 34 LeBron James 13 LeBron James 9 | Pabellón: Complejo deportivo ESPN, Lago Bay, Florida Asistencia: 0 espectadores Árbitros: Marc Davis, Kane Fitzgerald, Josh Tiven Televisión: ABC |  |  |
| LA Lakers lidera la serie, 1–0 |                                                                            |                                       |                                                              | |  |  |
|                                |                                                                            |                                       |                                                              | |  |  |

| 2 de octubre                   | Miami Heat                                                  | 114–124                               | Los Angeles Lakers                                           | |  |  |
| 9:00 p. m.                     | Parciales: 23–29, 31–39, 39–35, 21–21                       | Parciales: 23–29, 31–39, 39–35, 21–21 | Parciales: 23–29, 31–39, 39–35, 21–21                        | |  |  |
|                                | Estadísticas Jimmy Butler 25 Kelly Olynyk 9 Jimmy Butler 13 | Reporte Pts Reb Asts                  | Estadísticas LeBron James 33 Anthony Davis 14 Rajon Rondo 10 | Pabellón: Complejo deportivo ESPN, Lago Bay, Florida Asistencia: 0 espectadores Árbitros: James Capers, David Guthrie, Eric Lewis Televisión: ABC |  |  |
| LA Lakers lidera la serie, 2–0 |                                                             |                                       |                                                              | |  |  |
|                                |                                                             |                                       |                                                              | |  |  |

| 4 de octubre                   | Los Angeles Lakers                                          | 104–115                               | Miami Heat                                                   | |  |  |
| 7:30 p. m.                     | Parciales: 23–26, 31–32, 26–27, 24–30                       | Parciales: 23–26, 31–32, 26–27, 24–30 | Parciales: 23–26, 31–32, 26–27, 24–30                        | |  |  |
|                                | Estadísticas LeBron James 25 LeBron James 10 LeBron James 8 | Reporte Pts Reb Asts                  | Estadísticas Jimmy Butler 40 Jimmy Butler 11 Jimmy Butler 13 | Pabellón: Complejo deportivo ESPN, Lago Bay, Florida Asistencia: 0 espectadores Árbitros: Scott Foster, Tony Brothers, Pat Fraher Televisión: ABC |  |  |
| LA Lakers lidera la serie, 2–1 |                                                             |                                       |                                                              | |  |  |
|                                |                                                             |                                       |                                                              | |  |  |

| 6 de octubre                   | Los Angeles Lakers                                          | 102–96                                | Miami Heat                                                  | |  |  |
| 9:00 p. m.                     | Parciales: 27–22, 22–25, 26–23, 27–26                       | Parciales: 27–22, 22–25, 26–23, 27–26 | Parciales: 27–22, 22–25, 26–23, 27–26                       | |  |  |
|                                | Estadísticas LeBron James 28 LeBron James 12 LeBron James 8 | Reporte Pts Reb Asts                  | Estadísticas Jimmy Butler 22 Jimmy Butler 10 Jimmy Butler 9 | Pabellón: Complejo deportivo ESPN, Lago Bay, Florida Asistencia: 0 espectadores Árbitros: Zach Zarba, John Goble, Tony Brown Televisión: ABC |  |  |
| LA Lakers lidera la serie, 3–1 |                                                             |                                       |                                                             | |  |  |
|                                |                                                             |                                       |                                                             | |  |  |

| 9 de octubre                   | Miami Heat                                                   | 111–108                               | Los Angeles Lakers                                          | |  |  |
| 9:00 p. m.                     | Parciales: 25–24, 35–32, 28–26, 23–26                        | Parciales: 25–24, 35–32, 28–26, 23–26 | Parciales: 25–24, 35–32, 28–26, 23–26                       | |  |  |
|                                | Estadísticas Jimmy Butler 35 Jimmy Butler 12 Jimmy Butler 11 | Reporte Pts Reb Asts                  | Estadísticas LeBron James 40 LeBron James 13 LeBron James 7 | Pabellón: Complejo deportivo ESPN, Lago Bay, Florida Asistencia: 0 espectadores Árbitros: Marc Davis, Kane Fitzgerald, Eric Lewis Televisión: ABC |  |  |
| LA Lakers lidera la serie, 3–2 |                                                              |                                       |                                                             | |  |  |
|                                |                                                              |                                       |                                                             | |  |  |

| 11 de octubre                | Los Angeles Lakers                                            | 106–93                                | Miami Heat                                                | |  |  |
| 7:30 p. m.                   | Parciales: 28–20, 36–16, 23–22, 19–35                         | Parciales: 28–20, 36–16, 23–22, 19–35 | Parciales: 28–20, 36–16, 23–22, 19–35                     | |  |  |
|                              | Estadísticas LeBron James 28 Anthony Davis 15 LeBron James 10 | Reporte Pts Reb Asts                  | Estadísticas Bam Adebayo 25 Bam Adebayo 10 Jimmy Butler 8 | Pabellón: Complejo deportivo ESPN, Lago Bay, Florida Asistencia: 0 espectadores Árbitros: James Capers, Tony Brothers, David Guthrie Televisión: ABC |  |  |
| LA Lakers gana la serie, 4–2 |                                                               |                                       |                                                           | |  |  |
|                              |                                                               |                                       |                                                           | |  |  |

| 8 de noviembre de 2019 | Miami Heat | 80–95   | Los Angeles Lakers |                                                   |  |
|                        |            |         |                    |                                                   |  |
|                        |            | Reporte |                    | Pabellón: Staples Center, Los Ángeles, California |  |

| 13 de diciembre de 2019 | Los Angeles Lakers | 113–110 | Miami Heat |                                                   |  |
|                         |                    |         |            |                                                   |  |
|                         |                    | Reporte |            | Pabellón: American Airlines Arena, Miami, Florida |  |

Es el primer encuentro de playoffs entre estos equipos.

## Estadísticas
| Categoría   | Máximo                        | Máximo                                | Máximo | Promedio         | Promedio        | Promedio | Promedio |
| Categoría   | Jugador                       | Equipo                                | Máx.   | Jugador          | Equipo          | Media    | Part.    |
| ----------- | ----------------------------- | ------------------------------------- | ------ | ---------------- | --------------- | -------- | -------- |
| Puntos      | Donovan Mitchell              | Utah Jazz                             | 57     | Donovan Mitchell | Utah Jazz       | 36.3     | 7        |
| Rebotes     | Nikola Jokić                  | Denver Nuggets                        | 22     | Jarrett Allen    | Brooklyn Nets   | 14.8     | 4        |
| Asistencias | LeBron James                  | Los Angeles Lakers                    | 16     | Malcolm Brogdon  | Indiana Pacers  | 10       | 4        |
| Robos       | Fred VanVleet                 | Toronto Raptors                       | 6      | Robert Covington | Houston Rockets | 2.5      | 12       |
| Tapones     | Hassan Whiteside Myles Turner | Portland Trail Blazers Indiana Pacers | 5      | Myles Turner     | Indiana Pacers  | 4        | 4        |